# Emirat Kordoby
Emirat Kordoby (arab. إمارة قرطبة) – państwo na Półwyspie Iberyjskim istniejące w latach 756 do 929, rządzone przez dynastię Umajjadów, ze stolicą w Kordobie.

## Społeczeństwo po podboju
Tradycyjnie przyjmuje się, że podbój królestwa Wizygotów, rozpoczęty wyprawą Tarika w 711 roku, był jednym z punktów zwrotnych historii Półwyspu Iberyjskiego. Położył kres rządom elity wizygockiej, sprawił, że ortodoksyjne chrześcijaństwo przestało być religią dominującą, spowodował zniszczenie państwa jednoczącego cały Półwysep Iberyjski oraz doprowadził do powstania nowych społeczności w miejsce jednolitego społeczeństwa gockiego. Taki opis jest jednak uproszczeniem, mówi bowiem o punkcie widzenia bardzo nielicznej elity wizygockiej, składającej się z kilkudziesięciu rodzin. Dla niej, niezaprzeczalnie, konsekwencje podboju z 711 roku były katastrofalne. Wydaje się, że warstwa ta, po utracie monopolu na władzę, po prostu przestała istnieć. W źródłach znajdujemy wprawdzie relacje o Egilonie, córce Roderyka, i Sarze, potomkini Wittizy, ale prawdziwość tych wzmianek jest często poddawana krytyce. Nawet w przypadku uznania ich za postacie historyczne, zastanawiający jest fakt, że źródła, mówiąc o rodach arystokratycznych, wspominają tylko o kobietach. Zważywszy na to, że muzułmańscy przybysze w Iberii byli żołnierzami, a nie osadnikami, jest bardzo prawdopodobne, że ich dowódcy pożenili się z przedstawicielkami wielkich rodzin, aby objąć w posiadanie ich majątki. Tymczasem mężczyźni z tych rodów zostali totalnie zmarginalizowani i utracili nie tylko wpływy polityczne, ale w wyniku wspomnianych mariaży także ziemie i bogactwa.
Sytuacja elit prowincjonalnych była inna. Ludzie ci, choć pozbawieni większego wpływu na wydarzenia na dworze, w tym na wybór króla, pełnili w państwie Wizygotów bardzo ważną rolę. Zajmowali się bowiem zarządzaniem swoimi niewielkimi posiadłościami, obejmującymi po kilka miasteczek, osad lub wsi. Znaczna część ziem znajdowała się zatem w ich rękach, ale nie tworzyli oni jednego zwartego obozu, bowiem byli podzieleni z uwagi na różnicę interesów poszczególnych regionów, w których żyli i posiadali majątki. Królowie i elita musieli zabiegać o ich poparcie i współpracować z nimi, gdyż sami nie byliby w stanie administrować rozległymi terenami królestwa. Wiadomo, że podbój zapoczątkowany przez Tarika odbył się za pomocą raczej niewielkich sił i choćby z tego powodu, również muzułmanie musieli zdać się na współpracę z lokalnymi elitami. Muzułmanom wojsk starczało na obsadzenie kilku najważniejszych miast, skutecznie rządzenie i ściąganie podatków, na czym najbardziej im zależało, byłoby więc niemożliwe bez ludzi takich jak Teodemir, znany z traktatu zawartego z Abd al-Azizem ibn Musą, w którym – w zamian za pozostawienie jego majątku ziemskiego – zobowiązuje się nie szkodzić interesom nowych panów i uiszczać na ich rzecz stosowne opłaty. Jest to wprawdzie jedyny znany przypadek takiej umowy z terenów Hiszpanii, ale podobne praktyki muzułmanie stosowali na wschodzie, jest więc niemal pewne, że Teodemir nie był jedyny. Zatem lokalne elity w większości utrzymały swój stan posiadania i nadal pełniły rolę taką samą jak przed 711 rokiem, tyle że odpowiadały teraz przed nowymi władcami. Ich losy kilkadziesiąt lat po podboju są jednak kiepsko znane, wiemy o paru muwalladzkich rodzinach, inni być może zostali „adoptowani” przez rody arabskie, jeszcze inni prawdopodobnie utracili swój status społeczny po tym, jak muzułmanie ugruntowali swoją władzę na tyle, że nie potrzebowali już miejscowych współpracowników.
Muzułmanie byli zupełnie nową społecznością w Hiszpanii. Pierwsza fala przybyszy składała się głównie z berberskich żołnierzy Tarika ibn Zijada, pochodzących przede wszystkim z terenów współczesnej Libii i Tunezji. Wraz z przybyciem Musy ibn Nusajra na Półwyspie Iberyjskim pojawiła się pewna liczba Arabów i związanych z nimi Muwalladów z Ifrikijji, nie była ona jednak znaczna i liczebnością ustępowała Berberom. Istnieją dowody na to, że Berberowie ściągali później swoje rodziny na nowo podbite tereny. Berberowie również nie byli monolitem, dzielili się na wiele plemion, ale na podstawie zachowanych źródeł nie jesteśmy w stanie powiedzieć, które z nich żyły w Iberii. Druga fala migracji również miała charakter militarny. Położenie i sytuacja Al-Andalus nie zachęcały zresztą statecznych obywateli do osiedlania się tam. W 741 roku po europejskiej stronie Cieśniny Gibraltarskiej wylądowały wojska dowodzone przez Baldża ibn Biszra. Były to oddziały, które ocalały z jego kampanii przeciw zbuntowanym Berberom, która zakończyła się druzgocącą klęską Arabów. Żołnierzy Baldża określa się mianem Syryjczyków, choć pochodzili oni z całego Bliskiego Wschodu i, podobnie jak żołnierze Musy ibn Nusajra, byli w większości Muwalladami o mieszanym pochodzeniu. Zarówno ci pierwsi Muwalladowie, jak i ci, którzy przybyli z Baldżem ibn Biszrem, uważali się za Arabów, bo ich przodkowie, uwolnieni po przyjęciu islamu, zostawali klientami starych klanów arabskich i z czasem do nich „dołączali”. To właśnie ci Muwalladowie, uważający się za Arabów, byli warstwą rządzącą w Al-Andalus. Poza tymi dwoma falami migracji wiemy o trzeciej, która miała miejsce w X wieku, z obszarów dzisiejszego Maroka. W źródłach nie znajdujemy informacji o żadnych innych. Przybycie Abd ar-Rahmana (756-788) w 756 roku nie wiązało się raczej z migracjami, bo opisujące to wydarzenie relacje mówią, że bazował on głównie na poparciu miejscowych, byłych klientów i sprzymierzeńców Umajjadów.
Niewiele wiadomo o życiu niższych warstw społeczeństwa wizygockiego pod panowaniem arabskim. Ludzie ci byli niepiśmienni, nie przyciągali również zbytniej uwagi ówczesnych dziejopisarzy, dlatego nie znajdujemy o nich zbyt wielu wzmianek w źródłach, do tego dochodzą trudności z interpretacją tych, które mamy. Pewniejszą drogą do badania sytuacji po podboju jest więc archeologia. Z uwagi na charakter wczesnego Al-Andalus jest niemal pewne, że Arabowie brali ludzi w niewolę. Część niewolników zostawała na Półwyspie Iberyjskim, podczas gdy inni byli sprzedawani do Afryki i na Bliski Wschód. Zmiany w wyglądzie kościołów wydają się być dowodem na to, że Arabowie przejmowali je i zamieniali na meczety lub domy modlitwy. Zgodnie z nowszymi badaniami część tych świątyń pozostawała jednak w rzeczywistości chrześcijańska, a zmiany wystroju i dodanie nowych elementów mogło być efektem nowych wpływów kulturowych. Doszło również do zjawiska wspólnego wykorzystywania obiektów wcześniej używanych tylko przez chrześcijan. Tak było na przykład w przypadku niektórych cmentarzy. Część badaczy uważa, że pojawienie się nowych praktyk grzebania zmarłych, świadczy albo o wymianie lokalnej populacji albo o jej przejściu na islam. Wydaje się to jednak mało prawdopodobne, zwłaszcza w przypadku społeczności wiejskich, niemających zbyt wielkiej styczności z Arabami i ze swojej natury najbardziej konserwatywnych.
Badania archeologiczne pokazują, że w pierwszych latach rządów muzułmanów również życie mieszkańców miast, niewiele się zmieniło. Na przykładzie Reccopolis, Tolmo de Minateda i innych osad miejskich widać kontynuacje osadnictwa i brak poważniejszych zmian w układzie miejskim. Różnice zaczynają być widoczne w połowie VIII wieku i są efektem ówczesnych zawirowań politycznych: rewolty Berberów, walk między Kajsytami i Jemenitami oraz pojawienia się Abd ar-Rahmana. Nie były to jednak zmiany spowodowane obcymi wpływami kulturowymi, ale wojnami i wynikającymi z nich grabieżami, chorobami czy ogólnym spadkiem zamożności. Uwidoczniła się wówczas tendencja do opuszczania większych osad miejskich i do przenoszenia się do mniejszych, lepiej ufortyfikowanych i przez to łatwiejszych do obrony. Reccopolis na przykład zostało opuszczone pod koniec VIII lub na początku IX wieku, a jego mieszkańcy osiedlili się najprawdopodobniej w oddalonej o kilometr wsi, Zorita de los Canes. Miasta takie jak Mérida, które nie zostały porzucone, wykazują jednak spadek liczby ludności. Nie wiadomo wprawdzie, czy procesy przenoszenia się ludzi z miast do wsi nie zaczęły się jeszcze pod koniec panowania Wizygotów, ale brakuje dowodów na poparcie tej tezy. Dane dotyczące wsi są o wiele szczuplejsze i pochodzą w zasadzie tylko ze środkowej Hiszpanii. Na ich podstawie można stwierdzić, że osadnictwo na wsi było kontynuowane, choć wobec licznych wojen zdaje się, że przetrwały głównie te wsie, które było korzystnie zlokalizowane i posiadały jakiś system obronny. Zmiany w tej materii przyniosło powstanie emiratu Kordoby, którego scentralizowany rząd był w stanie stworzyć warunki dla poprawy bezpieczeństwa, co umożliwiało rozwój osadnictwa zarówno na wsi jak i w miastach. Tu jednak także mamy problemy ze źródłami pisanymi, mimo że w porównaniu do wcześniejszego okresu jest ich znacznie więcej. Dotyczą one głównie Kordoby, a nawet tylko dworu kordobańskiego, błędem byłoby jednak przenoszenie sytuacji panującej w tym mieście i regionie na inne.

## Źródła
Arabskie źródła dotyczące okresu emiratu kordobańskiego nastręczają wiele trudności. Jest ich przede wszystkim znacznie mniej w porównaniu do liczby tych traktujących o podboju Al-Andalus. Różnią się również celem, w jakim zostały napisane, historycy wskazują, że w wielu przypadkach powstały, aby dawać odpowiedzi na trapiące andaluzyjskich Arabów problemy związane z prawem, a nie w celu zrelacjonowania wydarzeń. Chodziło tu głównie o to, które regiony zostały podporządkowane zdobywcom w wyniku walk, a które poddały się same, co miało znaczenie w stosunku do ich mieszkańców, ściąganych podatków i wielu innych kwestii. Za przykład może tu służyć Księga Historii autorstwa Abd al-Malika ibn Habiba, zawierająca także wiele legend, przedstawionych jako prawda historyczna. Nie są to więc typowe źródła narracyjne. Inne, pisane na początku X wieku, zawierają już więcej informacji, ale są one bardziej rocznikami, w których wymienia się rozkazy władcy na dany rok w dziedzinie wojskowej, prawnej i administracyjnej, śmierć znaczących osobistości, przebieg kampanii zbrojnych, liczbę schwytanych jeńców i zabitych „niewiernych”. Więcej informacji pojawiało się przy specjalnych wydarzeniach, takich jak na przykład śmierć władcy, wymieniano wówczas między innymi jego wcześniejsze osiągnięcia, charakter, wygląd, imiona żon, synów czy służących mu ministrów. Taki sposób zapisywania informacji był bardzo popularny wśród muzułmanów na Bliskim Wschodzie iwywodził się najprawdopodobniej z tradycji kronikarskich chrześcijańskiej Syrii. Impulsem do tej pracy, poza kwestiami administracyjnymi, mógł być brak informacji o sprawach zachodnich w źródłach muzułmańskich powstałych na Bliskim Wschodzie. Informacje te są bardzo wartościowe, ale niosą ze sobą zagrożenie fałszowania danych ku chwale panującego. O wiele poważniejszym problemem jest jednak fakt, że przetrwały one głównie w innych, późniejszych źródłach, których autorzy korzystali z pracy poprzedników. Nie wiadomo więc, w jakim stopniu są one zgodne z pierwowzorem. Tak jest w przypadku najważniejszego andaluzyjskiego historyka tamtych czasów – Ibn Hajjana, żyjącego w XI wieku. Samodzielnie przetrwała zaledwie niewielka część jego prac, ale wiemy, że z jego dzieł korzystał Ibn Izari, piszący w XIV wieku na terenie Północnej Afryki. Odtworzenie na tej podstawie prac Ibn Hajjana jest jednak niemożliwe, bo Ibn Izari korzystał również z innych, nieznanych nam źródeł.
Poważnym problemem w przypadku źródeł z Al-Andalus jest również fakt, że przetrwały w bardzo małej liczbie kopii, większość w zaledwie jednej. Dotyczy to zarówno łacińskich jak i arabskich dzieł. W Europie łacińskiej tymczasem niemal każde źródło zachowało się w kilku kopiach, te popularniejsze – nawet w kilkunastu. Znaczna część tych kopii powstała za życia autorów oryginałów lub niedługo później. W Al-Andalus mamy do czynienia z odwrotną sytuacją. Nie dość, że dysponujemy pojedynczymi kopiami, to często powstały one kilkaset lat po oryginałach. Wymownym przykładem są dzieła choćby wspomnianego już Ibn Hajjana. Tworzył on w XI wieku, tymczasem jedyna kopia części jego pracy pochodzi z XIX wieku i została sporządzona przez słabo wykwalifikowanego pisarza na podstawie pochodzącej z XIII wieku innej kopii, która niestety zaginęła. Istnieje jednak szansa na odkrycie nowych źródeł i kopii już znanych, gdyż niedawno odkryto pokaźne zbiory starych tekstów arabskich w bibliotekach w meczetach i medresach w Afryce Zachodniej, głównie w Timbuktu w Mali. Zbiory te szacuje się na ponad 70 000 manuskryptów. Wiadomo, że wielu muzułmanów, którzy decydowali się na opuszczenie kurczącego się pod naporem chrześcijan Al-Andalus osiadało właśnie tam; możliwe, że zabierali ze sobą dzieła literackie. Znane są również związki między muzułmanami z Andaluzji a ich współwyznawcami z Zachodniej Afryki, zwłaszcza że dwie dynastie afrykańskie, Almorawidzi i Almohadzi, rządziły od XI do XIII wieku na Półwyspie Iberyjskim.
Następnym problemem źródeł dotyczących Al-Andalus jest brak większej ilości informacji i dokumentów traktujących o sprawach lokalnych. W porównaniu do chrześcijańskich królestw północy różnica ta jest aż nadto wyraźna. W przypadku Asturii i Katalonii dysponujemy ogromną liczbą dokumentów zawierających informacje o prawach własności i różnego rodzaju transakcjach. Na ich podstawie można w pewnym stopniu odtworzyć stosunki społeczne i organizację polityczną poszczególnych regionów. Różnicę tę tłumaczy się tym, że chrześcijanie widzieli użyteczność tego typu dokumentów w potwierdzaniu swoich praw do różnych ziem. Poza tym ich działaniom na rzecz przetrwania i późniejszej ekspansji towarzyszył ogromny wysiłek całych pokoleń, który chcieli w ten sposób utrwalić. Możliwe jest także, że zdobywając jakieś ziemie chrześcijanie po prostu niszczyli podobną dokumentację z czasów muzułmańskich, bo prawem zdobywcy uważali panujące tu wcześniej stosunki za niebyłe. To samo mogło spotkać znaczną część muzułmańskiej korespondencji dyplomatycznej. Przetrwały z niej w zasadzie tylko łacińskie pisma chrześcijańskich poddanych kalifa, które przechowywano w Barcelonie w Archivo de la Corona de Aragón. W konsekwencji nie posiadamy źródeł niezbędnych do odtworzenia losów i stosunków panujących w społecznościach lokalnych Al-Andalus. Nie wiemy zbyt wiele o jej składzie etnicznym, praktykach nadawania imion, strukturze własności ziemskiej, wymianie ekonomicznej, zwyczajach religijnych, strukturze społecznej, prawie i tym podobnych. Są wprawdzie wyjątki od tej reguły, jak na przykład miasto Huesca, które w 1096 roku zostało podbite przez Aragończyków. Zdobywcy podzielili między siebie tamtejsze ziemie, a z dokumentów, które powstały przy tej okazji, można określić, jaka była struktura własności przed najazdem. Wszelkie próby opisania społeczeństwa Al-Andalus muszą zatem opierać się, w pewnej mierze, na przypuszczeniach i mniej lub bardziej dokładnych próbach generalizacji. Z pomocą przychodzą wprawdzie prace archeologiczne, ale jest to tylko częściowe rozwiązanie problemu. Na ich podstawie można określić wielkość miast, ich organizację przestrzenną, zamożność i kulturę materialną. Jednak już zwyczaje, kwestie własności czy prawo są niemożliwe do zbadania. Poza tym czołowym problemem archeologii tego okresu jest to, że większość miast jest do dzisiaj zamieszkana, co rodzi oczywiście kłopoty z rozgraniczeniem warstw jak i z samymi pracami. Istnieje kilka miast opuszczonych w czasach rządów Umajjadów, ale nie wiadomo, na ile wyniki badań z nich można uogólnić na inne osady.
Autorem pierwszego, ważniejszego źródła narracyjnego dotyczącego historii Al-Andalus był prawdopodobnie Ahmad ar-Razi, żyjący w X wieku. Żył na dworze w Kordobie i jeszcze jako dziecko zawarł znajomość z Abd ar-Rahmanem III (912-961). Dzięki temu miał dostęp do wszystkich wcześniejszych kronik, dokumentów państwowych i co więcej znał sprawy państwa od „podszewki”. Jego praca, zawierająca oprócz informacji historycznych również topograficzne, była kompilacją wcześniejszych kronik, zawierała dzieje od podboju do 955 roku. Dzieło kontynuował jego syn, Isa ar-Razi. Jego relacje są o wiele bardziej szczegółowe i zawierają informacje o wydarzeniach mających miejsce od momentu wstąpienia na tron Abd ar-Rahmana III. Zrelacjonował on również panowanie drugiego kalifa, Al-Hakama (961-976). Isa, w przeciwieństwie do ojca, interesował się nie tylko polityką i gospodarką, opisywał również życie kulturalne na dworze w Kordobie. Nie ograniczał się, jak ojciec, tylko do Al-Andalus, jego praca zawierała liczne informacje na temat wydarzeń zachodzących w chrześcijańskich królestwach na północy. Oprócz tego starał się zbadać i opisać historię Hiszpanii przed przybyciem Arabów. Prawdopodobnie to on zlecił przetłumaczenie historii Franków, napisanej przez katalońskiego biskupa Gotmara. Prace Ahmada i Isy nie przetrwały jako samodzielne źródła. Były jednak często kompilowane i na ich podstawie pisano późniejsze dzieła.
Ahmad ar-Razi i Isa ar-Razi wywarli duży wpływ na kolejnego znaczącego dziejopisarza z Al-Andalus, żyjącego w XI wieku, Abu Marwana ibn Hajjana. Niewiele wiadomo o jego życiu. Wiemy, że był autorem bardzo wielu dzieł o różnej tematyce, na przykład o arabskiej gramatyce. Większość jego prac zaginęła. Jego najważniejszym znanym dziełem dotyczącym historii Al-Andalus była dziesięciotomowa Chatib al-Muktabis fi Tarich al-Andalus, która przetrwała tylko częściowo. Kolejnym ważnym dziełem tego autora była praca historyczna pod tytułem Chatib al-Matin która miała się składać z nie mniej niż 60 ksiąg, niestety niemal całkowicie zaginęła. Ibn Hajjan korzystał w swoich pracach z bardzo wielu źródeł, także tych, które nie są znane współczesnym historykom. Uchodzi za jednego z najważniejszych twórców Al-Andalus i to nie tylko wśród współczesnych mu uczonych, bowiem z jego prac korzystali dziejopisarze z całego świata arabskiego i wyrażali się o nim z dużym uznaniem.

## Ideologia władzy
Kalifat Umajjadów w Damaszku jest często określany jako „państwo dżihadu”, rozumianego jako wojna przeciw niewiernym w celu rozszerzania panowania islamu. Niewątpliwie niemal przez cały okres rządów tej dynastii prowadzono podboje, w wyniku których władza Arabów sięgnęła Indusu na wschodzie i Galii na zachodzie. Zwiastunem zmian w polityce kalifów było podejście do ziem bizantyjskich w Anatolii za czasów panowania Hiszama (724–743). Wówczas to zamiast najazdów w celu zajęcia jakichś terenów zaczęto stawiać na wyprawy łupieżcze, odbywające się raz lub dwa razy w roku. Prowadzono jeszcze przez pewien czas ekspansję na peryferiach, ale na Bliskim Wschodzie ograniczano się do tego typu ekspedycji.
Podobny proces można zauważyć w Al-Andalus. W pierwszych dwóch dekadach VIII wieku rozpoczęto podbój na olbrzymią skalę, zajmując cały Półwysep Iberyjski i dążąc do opanowania Galii. Wszystkie te najazdy były prowadzone przy użyciu dość szczupłych sił, ale dzięki sprzyjającym okolicznościom, ale także olbrzymiemu wysiłkowi muzułmańskich żołnierzy i dowódców, zakończyły się w dużej mierze sukcesem. Czynnikiem, który spowodował ich zatrzymanie, był narastający opór miejscowych, którzy zdążyli się zorientować w naturze arabskich najazdów, oraz fakt, że między muzułmanami doszło do waśni, walczyli między sobą Arabowie i Berberowie, a w gronie samych Arabów w najlepsze trwał spór między Kajsytami i Jemenitami. Konsekwencją zatrzymanej ekspansji była utrata panowania nad północnymi obszarami Półwyspu Iberyjskiego i powstanie tam królestwa Asturii i królestwa Nawarry.
Wspomniane spory umożliwiły dojście do władzy w Iberii Abd ar-Rahmanowi I, który dał początek emiratowi Kordoby. Pod rządami Umajjadów stan posiadania Arabów z Al-Andalus jeszcze się skurczył, głównie w wyniku działalności Franków, ale nie było to nigdy poważniejsze zagrożenie. Mimo scentralizowania władzy w rękach Umajjadów, co zaowocowało poprawą sytuacji wewnętrznej i wzrostem sił, Arabowie nie podjęli próby odbicia utraconych terenów w Katalonii i na północy. Jest to tym dziwniejsze, że w niektórych okresach ponowne podporządkowanie sobie tych ziem było rzeczą bardzo prostą. Brak ekspansji był zatem celową polityką, a nie wynikiem słabości czy trudnych uwarunkowań zewnętrznych. Potwierdza to fakt, że raz lub dwa razy do roku wojska umajjadzkie wyprawiały się na zajęte przez chrześcijan ziemie, łupiły je, brały niewolników, po czym wycofywały się. Nasilenie takiej działalności widać zwłaszcza za panowania emira Hiszama (788–796). Wydaje się mało prawdopodobne, aby władca ten wzorował się na swoim przodku i imienniku z Syrii. Jest jednak bardzo możliwe, że decyzja o prowadzeniu takiej polityki była wynikiem tych samych przyczyn i okoliczności. Ważnymi czynnikami była chęć zdobycia łupów i sławy, ale oprócz nich istniały inne, bardziej subtelne w swojej naturze. 
Dla ówczesnych muzułmanów istniała oczywista różnica między Dar al-Islam, czyli terenami znajdującymi się pod panowaniem islamu, a Dar al-Harb, czyli ziemią wojny, opanowaną przez niewiernych. W myśl ideologii, która ukształtowała się na dworach pierwszych kalifów, sprawujących władzę z woli Boga, obowiązkiem dobrego muzułmańskiego władcy jest rozszerzanie wpływów islamu na kolejne kraje. Niewiernych należało postawić przed wyborem: albo nawrócą się na islam albo uznają jego panowanie i choć pozostaną przy swojej religii, to będą płacić daninę albo będą obiektami ustawicznych ataków wiernych. Prowadzenie kampanii wojskowych przeciw niewiernym było więc religijnym obowiązkiem dla władcy. W państwach muzułmańskich, zwłaszcza we wczesnym okresie, rozdział na sferę państwową i religijną nie istniał albo był bardzo ciężki do zauważenia. Odpowiedź na pytanie, dlaczego dokonywano regularnych najazdów, mimo zatrzymania ekspansji, jest więc prosta: kalifowie czy emirowie, jeśli chcieli utrzymać się przy władzy, mieć szacunek poddanych i wpływowych osobistości, po prostu musieli walczyć z niewiernymi.
Brak rozdziału między sferą religijną a państwową widać choćby na przykładzie prawa i instytucji kadich, sędziów mianowanych przez władze. Orzekali oni w niemal wszystkich sprawach, a źródłem ich orzecznictwa był Koran. W Al-Andalus istniało kilka muzułmańskich szkół prawniczych. Podział wynikał zazwyczaj ze sposobu odczytywania i interpretowania Koranu i Hadisów. Niektóre szkoły preferowały bardziej dosłowne rozumienie świętych pism, podczas gdy inne uważały, że należy je rozumieć bardziej jako metaforę. W Al-Andalus, za czasów panowania Al-Hakama I (796-822), do największych wpływów doszli przedstawiciele szkoły znanej jako Maliki, cechującej się bardzo literalnym sposobem odczytywania tekstów religijnych. Potwierdza to w pewnym stopniu tezę, że mimo zatrzymania ekspansji Al-Hakam, z przyczyn religijnych, musiał kontynuować walkę przeciw niewiernym.
Cechą charakterystyczną panowania Umajjadów w Al-Andalus była koncentracja zainteresowań na sprawach stolicy, Kordoby. Miasto, korzystając ze stałej obecności dworu, rozwijało się bardzo prężnie i to w zasadzie na każdym polu. Przejawem bogactwa było na przykład budowane wspaniałych meczetów. Nie wiadomo jednak, na ile była to zasługa celowej polityki władców, nie mamy na przykład żadnego dowodu na wspieranie przez Umajjadów instytucji zajmujących się rozwojem życia intelektualnego, nie wiadomo również, czy organizowali jakieś roboty publiczne. Dużo uwagi poświęcali natomiast naprawianiu i rozbudowywaniu systemu fortyfikacji. Wykorzystali również te akwedukty, które przetrwały okres wizygocki, ale raczej do dostarczania wody do fontann czy prywatnych posiadłości, niż w celu zapewnienia dostępu do świeżej wody ogółowi mieszkańców. Nie wykazali się również na polu fundowania budynków użyteczności publicznej. Czym zatem, obok sumiennego wypełniania nakazów religijnych, legitymizowali swoje rządy? Wydaje się, że ich mandatem do sprawowania władzy nad wspólnotą muzułmańską w Al-Andalus był dla Umajjadów fakt, iż ich rodzina piastowała urząd kalifa od 661 do 750 roku. W dziełach literackich powstałych w czasach emiratu i kalifatu Kordoby widać liczne odwołania i nawiązania do syryjskiej historii dynastii. Przy czym autorzy nie skupiają się w takich przypadkach na pojedynczych jej przedstawicielach, opisują raczej Umajjadów jako przykład rodziny oddanej islamskim ideałom. Umajjadzi bezwzględnie zwalczali każdy przejaw niezadowolenia poddanych, starając się w ten sposób zniechęcić społeczeństwo do popierania buntowników. Przez długi czas prowadzili również mądrą politykę w stosunku do lokalnych władców, nie pozwalając im na osiągnięcie większego znaczenia.

## Administracja
Państwo Umajjadów w Al-Andalus było podzielone na prowincje, zwane kuras (kuwar). Kuras było podstawową jednostką administracyjną, podporą lokalnej władzy emirów. Na czele każdej prowincji stał mianowany przez rząd gubernator, tytułowany wali. Ich siedziba znajdowała się w głównym mieście danej prowincji. To właśnie głównemu miastu kuras zawdzięczał swoją nazwę. Prowincje były z kolei podzielone na dystrykty zwane akalim. Każdy z dystryktów obejmował pewną liczbę twierdz i ufortyfikowanych wież, których liczba była zależna od lokalnych uwarunkowań. Sprawy wyglądały nieco inaczej na obszarach przygranicznych, gdzie, pod koniec VIII wieku, doszło do powstania trzech specjalnych jednostek administracyjnych. Jednostki te były, w uproszczeniu, odpowiednikami frankijskich marchii, a Arabowie nazywali je sugur. Odgrywały one znaczącą rolę polityczną, militarną i gospodarczą w państwie Umajjadów. Oprócz tego, z racji położenia przy granicy, krzyżowały się w nich różne wpływy kulturowe. Ich centrami administracyjnymi były: Merida, Toledo i Saragossa. W marchiach zdarzało się czasami, że jeden wali zarządzał kilkoma prowincjami. Gubernator taki pochodził zazwyczaj z najważniejszego lokalnego rodu, a stanowisko nierzadko przekazywał swoim potomkom. Z biegiem czasu doprowadziło to do skupienia części władzy w rękach lokalnych możnych, co stanowiło potencjalne zagrożenie dla monopolu Umajjadów na władzę.
Monopol ten był zresztą, w połączeniu z rozrodzoną dynastią i niejasnym systemem dziedziczenia, poważnym zagrożeniem. Sukcesja w Al-Andalus była ustalana przez rządzącego emira. Wybierał on następcę z grona swoich bardzo licznych krewniaków i potomków. Zasady tego wyboru nie są dla nas do końca jasne, ale, patrząc na dzieje Umajjadów w Hiszpanii, nie były chyba do końca jasne także dla samych zainteresowanych. Często bowiem, oprócz wyznaczonego następcy, po władzę zgłaszało się wielu innych członków rodziny. Wydaje się, że każdy męski przedstawiciel rodu, jeśli tylko miał takie ambicje, mógł starać się o tytuł emira, co stwarzało ogromne pole do popisu dla różnego rodzaju stronnictw. Już podczas panowania następców Abd ar-Rahmana I dochodziło do wewnętrznych walk. Zarówno Hiszam I jak i Al-Hakam I musieli stawiać czoła swoim krewnym. Hiszam miał problem ze swoimi braćmi, Sulajmanem i Abd Allahem, którzy w 788 roku wzniecili rebelię. Mimo początkowych sukcesów powstańców, Hiszamowi udało się ich pokonać i skazał braci na wygnanie do Północnej Afryki. Gdy jednak zmarł w 796 roku, Sulajman i Abd Allah powrócili, próbując odsunąć syna Hiszama, Al-Hakama I, od władzy. Spory o sukcesję prowadziły nie tylko do wojen domowych, ale także do spisków i zamachów. Wielu Umajjadów zostało zamordowanych w wyniku wewnątrz dynastycznych intryg.

## Wczesna historia

### Abd ar-Rahman I

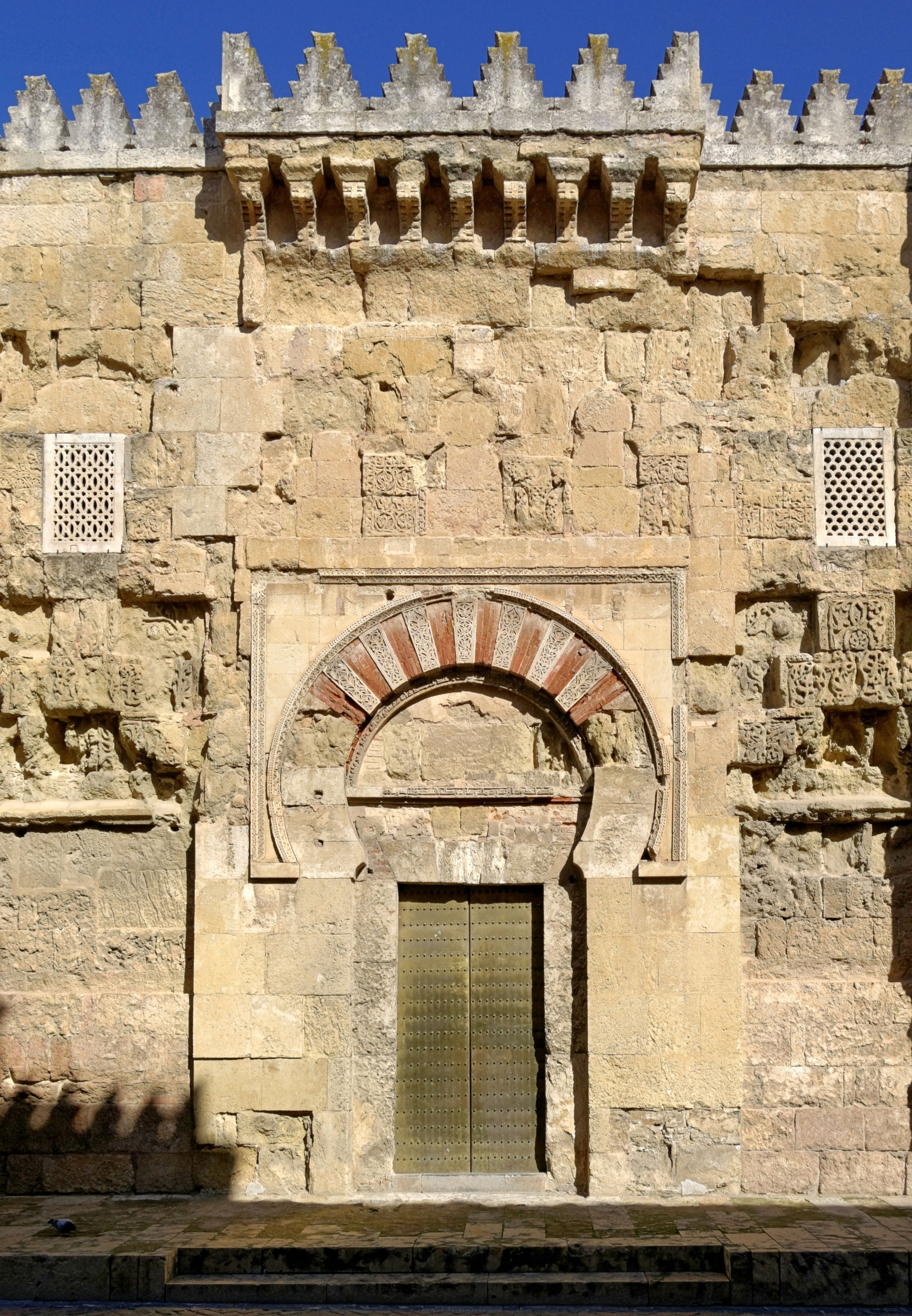
Brama św. Stefana (arab. Bab al-Wuzara - „Brama Wezyrów”) jest najstarszą zachowaną bramą Wielkiego Meczetu w Kordobie, pochodzącą jeszcze z czasów jego pierwotnego założenia za panowania Abd ar-Rahmana I

Założyciel hiszpańskiej gałęzi rodu Umajjadów, Abd ar-Rahman pochodził z Syrii i był synem Mu’awiji oraz nieznanej z imienia Berberki. Mu'awija był z kolei synem kalifa Hiszama (724-743), który rządził całym imperium arabskim. W 750 roku doszło do buntu przeciw dotychczasowej dynastii, znanego w historiografii jako rewolucja abbasydzka. W jej wyniku Abbasydzi obalili Umajjadów i sami ogłosili się kalifami. Chcąc pozbyć się ewentualnych pretendentów, wymordowali wszystkich męskich przedstawicieli obalonego rodu, których zdołali pochwycić. Jednym z nielicznych, którym udało się ujść z pogromu, był Abd ar-Rahman. Początkowo ukrywał się w różnych miejscowościach na Bliskim Wschodzie. Był jednak ciągle ścigany przez Abbasydów i po pewnym czasie zdecydował się schronić w Północnej Afryce. Miejscowy gubernator, Abd ar-Rahman ibn Habib al-Fihri był stronnikiem i klientem Umajjadów, a poza tym znajdował się w konflikcie z nowymi władzami kalifatu i na jego dworze przebywało kilku innych byłych sojuszników starej dynastii. Abd ar-Rahman liczył również na pomoc ze strony krewniaków swojej matki, Berberów. Faktycznie, po przybyciu do Ifrikiji został ciepło przyjęty przez gubernatora. Nie osiadł jednak na jego dworze, ale udał się do obozu Nafsy, jednego z wodzów lokalnych plemion. Al-Fihri, początkowo pozytywnie nastawiony do Umajjadów i ich stronników, zaczął z biegiem czasu zmieniać co do nich zdanie. Nie zawarł wprawdzie porozumienia z Abbasydami, ale zaczął obawiać się, że Abd ar-Rahman, jako potomek tak znacznego rodu, może zyskać poparcie lokalnych elit i dążyć do przejęcia władzy. Gubernator próbował go aresztować, ale Abd ar-Rahmanowi udało się zbiec. Razem ze swoimi berberyjskimi sojusznikami udał się do Maghrebu, do Ceuty, położonej bardzo blisko Al-Andalus.
W muzułmańskiej Hiszpanii panował wówczas okres zamętu związany z walkami plemiennymi. Mimo stłumienia buntu miejscowych Berberów, konflikt między nimi a Arabami nadal trwał i w każdej chwili mógł zakończyć się wybuchem walk na nowo. Poza tym rządzący Arabowie dzielili się na dwie rywalizujące ze sobą grupy: Kajsytów i Jemenitów. Jemenici wywodzili się głównie z pierwszych oddziałów muzułmańskich, które przybyły do Al-Andalus z Musą ibn Nusajrem, natomiast Kajsyci wywodzili się z tak zwanych Syryjczyków, czyli wojsk, które przybyły z Baldżem ibn Biszrem. Wśród Syryjczyków znajdowało się wielu klientów Umajjadów, którzy pamiętali liczne dobrodziejstwa ze strony przedstawicieli tej dynastii. Stronnicy Abd ar-Rahmana przeprawili się przez Cieśninę Gibraltarską i nawiązali rozmowy z dwoma syryjskimi dowódcami, Ibn Usmanem i Ibn Chalidem. Ci zadeklarowali, że poprą umajjadzkiego księcia, jeśli ten pojawi się w Al-Andalus. Skontaktowali się również z As-Sumajlem z Saragossy, który był naczelnym wodzem Syryjczyków, ale ten, bojąc się konkurencji ze strony Abd ar-Rahmana, nie zdecydował się zaprosić go do Hiszpanii. Wysłannicy Abd ar-Rahmana skontaktowali się również z Jemenitami, mimo że Umajjadowie byli Kajsytami. Konflikt między dwoma grupami Arabów dawał się jednak we znaki wszystkim, dlatego też wśród Jemenitów nie brakowało ludzi popierających Abd ar-Rahmana, który jako potomek kalifów mógł przywrócić równowagę i zakończyć spory.
Po zdobyciu poparcia w Hiszpanii, Abd ar-Rahman zdecydował przenieść się na Półwysep Iberyjski. Zebrał swoich sojuszników z Afryki Północnej, wśród których większość stanowili Berberowie i w 755 roku, przekroczył Cieśninę Gibraltarską. Swoją bazą uczynił Malagę z racji tego, że była najbliższym miastem i miał tam wielu stronników. Po jego pojawieniu się w mieście znaczna liczba arabskich żołnierzy i dostojników z południa Hiszpanii, dotychczas niezdecydowanych, obwołała go swoim wodzem. Jednak nie wszyscy podzielali ten entuzjazm. Al-Fihri, gubernator Al-Andalus, popierany przez Jemenitow oraz As-Sumajl, dowódca Syryjczyków, zaczęli obawiać się utraty swoich wpływów i pozycji. Abd ar-Rahman umiejętnie wykorzystywał niesnaski między muzułmanami w Iberii i na początku nikt nie zdecydował się na jawny atak na jego stronników. Sprzyjało mu również szczęście, bowiem w Saragossie doszło wówczas do buntu miejscowych, którzy domagali się autonomii. Al-Fihri i As-Sumajl zmuszeni byli zebrać wojska i ruszyć na północ, żeby rozprawić się z rebeliantami. Abd ar-Rahman tymczasem zajął Sewillę, która poddała się bez walki i uznała jego władzę. Al-Fihriemu udało się wprawdzie stłumić bunt w Saragossie, ale krótko potem wybuchł następny, tym razem w Pampelunie. Silna armia wysłana przez gubernatora Al-Andalus została pokonana i rozbita, a w wyniku tej klęski stracił on wielu żołnierzy i jego siły znacząco stopniały, tymczasem Abd ar-Rahman ciągle pozyskiwał nowych sojuszników i zwolenników. Al-Fihri doszedł do wniosku, że jeśli nie powstrzyma Umajjady teraz, to później będzie to już niemożliwe. Zebrał więc ocalałe oddziały i ruszył przeciwko Abd ar-Rahmanowi. Do spotkania między obydwoma armiami doszło nad rzeką Gwadalkiwir w okolicach Kordoby. Wojskom Abd ar-Rahmana dokuczał głód, a al-Fihri, chcąc obniżyć morale przeciwnika, ogłosił zwiększenie racji żywnościowych dla swoich stronników. Wydaje się, że obydwie strony nie czuły się pewnie i prawdopodobnie dlatego doszło do negocjacji między al-Fihrim a Abd ar-Rahmanem. Gubernator zaoferował księciu rękę swojej córki, olbrzymi majątek i wysokie urzędy na kordobańskim dworze. Abd ar-Rahman, dążący do objęcia władzy nad Hiszpanią, oczywiście nie zgodził się na propozycję przeciwnika.
Wobec fiaska negocjacji doszło do walk, które, mimo początkowych trudności, zakończyły się pełnym zwycięstwem Abd ar-Rahmana. Al-Fihri i As-Sumajl zbiegli z pola bitwy do pobliskiej Kordoby, gdzie przegrupowali ocalałe wojska i przygotowywali się do obrony. Po nadejściu sił Umajjady nie doszło jednak do dalszych walk. Zamiast tego obydwie strony zgodziły się na negocjacje. Tym razem jednak to Abd ar-Rahman dyktował warunki. Al-Fihri mógł pozostać przy życiu i zachować majątek, choć stawał się w zasadzie więźniem, nie mógł bowiem opuszczać Kordoby i musiał raz dziennie stawiać się przed obliczem Abd ar-Rahmana. Musiał również wysłać swoje dzieci na dwór Abd ar-Rahmana, jako zakładników. Mimo to al-Fihri podjął jeszcze próbę pokonania umajjadzkiego księcia. Krótko po zawarciu porozumienia zbiegł z Kordoby i zaczął zbierać stronników z całego Al-Andalus. Udało mu się zorganizować dość liczną armię, ale prawdopodobnie w jej skład wchodziło wielu cywilów, nie znających się za bardzo na rzemiośle wojennym. Jednak i ta próba zakończyła się klęską al-Fihriego, jego oddziały zostały rozbite w serii pomniejszych potyczek. Niedawny gubernator Al-Andalus, ponownie pokonany, zbiegł do Toledo, gdzie został zdradzony przez swoich niedawnych sojuszników i zabity. Abd ar-Rahman opanował w tym czasie niemal całe południe Półwyspu Iberyjskiego, pokonał As-Sumajla i najsilniejszych opozycjonistów. Dzięki tym sukcesom i rosnącemu poparciu mógł ogłosić się emirem, mimo że nie kontrolował jeszcze wielu ziem położonych w środkowej i północnej części Hiszpanii.
Na wieść o sukcesie Abd ar-Rahmana do Al-Andalus zaczęli przybywać dawni stronnicy i klienci Umajjadów z całego świata islamu. Była to nieliczna grupa, nie można tu mówić o jakiejś nowej fali osadniczej, ale jej przedstawiciele byli bardzo wpływowi. Nowy emir obsadzał nimi najwyższe stanowiska w swoim państwie. Informację o poczynaniach Umajjadów w Hiszpanii doszły również do Abbasydów, którzy w obawie, że Abd ar-Rahman lub jego następcy mogą kiedyś upomnieć się o tron, podjęli w 762 roku próbę zdobycia Al-Andalus. Przygotowania do tej operacji podjął, na rozkaz kalifa Al-Mansura, abbasydzki gubernator Jemenu, al-Ala. Zgromadziwszy wojska i zapasy ruszył on na Półwysep Iberyjski i w 762 roku wylądował w okolicach miasta Beja, na terenie współczesnej Portugalii. Miasto skapitulowało bez walki i na domiar złego wsparło Abbasydów. Al-Ala zaatakował później Carmonę, ale oblężenie zakończyło się druzgocącym zwycięstwem Abd ar-Rahmana, a wojska abbasydzkie zostały całkowicie rozbite. Nie oznaczało to jednak końca kłopotów dla nowego państwa Umajjadów. Północ i centralna część Al-Andalus nadal pozostawały poza ich kontrolą, rządzili tam lokalni watażkowie, Arabowie lub Berberowie, często skonfliktowani ze sobą. Abd ar-Rahman zaczął stopniowo podporządkowywać sobie te tereny, czasami za pomocą wojska, ale częściej poprzez zabiegi dyplomatyczne i różnego rodzaju naciski. W wyniku tych starań, trwających 25 lat od momentu pojawienia się Abd ar-Rahmana w Al-Andalus, Umajjadom udało się zjednoczyć większość muzułmańskiej Hiszpanii pod swoimi rządami. Największe problemy sprawiała Saragossa, niezależna od czasów walk z al-Fihrim. Rządzące miastem elity, wobec rosnącej przewagi Kordoby, posunęły się nawet do nawiązania kontaktów z państwem frankijskim, rządzonym przez Karola Wielkiego (768-814). W 777 albo 778 roku poselstwa z Saragossy i Barcelony uzyskały od Franków zapewnienie o militarnym wsparciu. Wydaje się, że Karol Wielki zamierzał w ten sposób podporządkować sobie północno-wschodnią Hiszpanię, ale niedoszli sojusznicy w porę odkryli jego prawdziwe zamiary i nie wpuścili wojsk frankijskich do swoich miast. Chrześcijanie po krótkich walkach wycofali się więc z powrotem za Pireneje. To podczas tego odwrotu miało dojść do starcia w wąwozie Roncevaux, które obrosło w legendę dzięki znacznie późniejszej Pieśni o Rolandzie, chociaż jego okoliczności w rzeczywistości pozostają niezbyt jasne. Abd ar-Rahman nie brał udziału w tych wydarzeniach i Saragossa pozostała niezależna od Kordoby aż do czasów Abd ar-Rahmana III .
Poważny bunt w samym centrum Andaluzji został wszczęty przez osiedlone tam plemiona Berberów, na których czele stanął niejaki Szakja al-Miknasi. Szakja pretendował do bycia potomkiem Mahometa, co zdaje się wskazywać na powiązania z szyizmem, chociaż zarówno ideologia, jak i dokładna chronologia jego buntu nie są jasne. Trwał on od około 768 do 777 roku, dopóki Szakja nie został zabity przez swoich własnych zwolenników, prawdopodobnie bojących się jego autorytetu wśród współplemieńców. Mniejszym zagrożeniem dla rządów Abd ar-Rahmana była kolejna nieudana próba podporządkowania Andaluzji Abbasydom, podjęta przez Abd ar-Rahmana ibn Habiba al-Siklabiego w roku 776. Wreszcie musiał on stawić czoło także buntom miast: Sewilli w roku 774 i Toledo w roku 764 i ponownie 785 .
Starając się zbudować wierną sobie siłę wojskową Abd ar-Rahman uciekał się do kupowania niewolników i zaciągania Berberów. Nie zapomniał także o Kordobie, która była ośrodkiem jego władzy. Zbudował w niej Wielki Meczet, zamek (alkazar) oraz odnowił mury miejskie. Abd ar-Rahman, który zmarł 30 września 788, był twórcą niezależnego od Abbasydów państwa Umajjadów na Półwyspie Iberyjskim. Jeżeli chodzi o podporządkowanie sobie całego Al-Andalus jego sukces nie był jednak pełny, ponieważ różne regiony kraju cieszyły się nadal sporą autonomią, lub wręcz niezależnością. W tym zakresie jego panowanie należy uznać jedynie za początek procesu, którego dalszy ciąg miał miejsce za rządów jego następców .

### Hiszam I
Urodzony już w Andaluzji Hiszam I nie był najstarszym synem Abd ar-Rahmana i chociaż zgodnie z większością kronik ojciec wybrał go na swojego następcę, to być może w rzeczywistości jego wstąpienie na tron wiązało się raczej z faktem, iż jako pierwszy przybył do Kordoby po śmierci ojca. Jakakolwiek była wola Abd ar-Rahmana, jego starszy syn, Sulajman, który przebywał akurat w Toledo, nie zamierzał pogodzić się z objęciem władzy przez Hiszama. Nawiązał on także współpracę z trzecim synem Abd ar-Rahmana, Abd Allahem, o przydomku al-Balansi (Walencjanin). Do roku 790 Hiszamowi udało się jednak pokonać swoich braci, którzy zostali wygnani do Północnej Afryki, oraz dodatkowo uporać się z zagrożeniem ze strony Saragossy oraz buntem Berberów w rejonie Rondy.
Począwszy od 791 aktywność Hiszama była skoncentrowana głównie na łupieżczych wyprawach przeciwko chrześcijanom. Muzułmanie mieli wówczas splądrować m.in. Oviedo (794), Gironę i Narbonę (793). Wyprawa na Narbonę jest opiewana w arabskich źródłach jako wielkie zwycięstwo, z którego łupy pozwoliły na rozbudowę Wielkiego Meczetu w Kordobie i naprawę starego rzymskiego mostu nad Gwadalkiwirem, który został naruszony przez nurt rzeki. Był to ostatni raz gdy muzułmańskie wojska pojawiły się pod tym miastem. Hiszam miał być nadzwyczaj pobożnym władcą - w tym względzie porównywano go do Umara ibn Abd al-Aziza (717-720). To za jego zachętą w Andaluzji pojawili się pierwsi malikici. Zmarł śmiercią naturalną w kwietniu 796 roku i niemal natychmiast do Andaluzji powrócili jego bracia, kwestionujący prawomocność rządów jego syna, Al-Hakama.

### Al-Hakam I

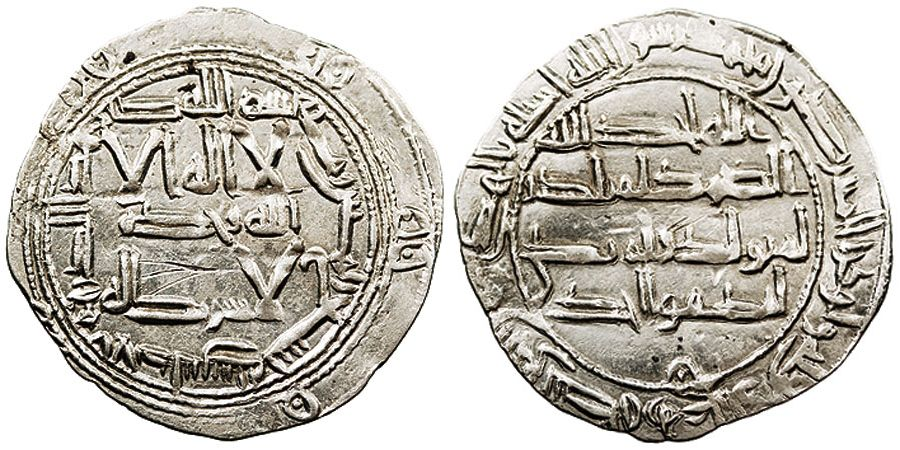
Dirham Al-Hakama I

Gdy Al-Hakam obejmował władzę po swoim ojcu w 796 roku, musiał zmierzyć się nie tylko ze sprzeciwem Sulajmana i Abd Allaha. Niemal w tym samym czasie doszło bowiem do wybuchu buntów przeciw władzy emira w Toledo i w miastach doliny rzeki Ebro. W Saragossie władzę objął niejaki Bahlul ibn Marzuk i choć na krótki czas utracił ją w wyniku działań możnych, którzy dochowali wierności Umajjadom, to szybko odzyskał kontrolę, na domiar złego sprzymierzając się z pretendentem do tronu, Abd Allahem. Był to przykład bardzo częstego zjawiska w Al-Andalus, polegającego na sojuszach koterii lokalnych możnych ze skonfliktowanymi stronnictwami dworskimi. Abd Allah, po zawarciu sojuszu z buntownikami, zabiegał także o wsparcie na dworze Karola Wielkiego. Sulajman tymczasem zaatakował Kordobę, ale poniósł klęskę i musiał wycofać się do Meridy, gdzie został schwytany i zabity. Wobec klęski brata skapitulował również Abd Allah i jego stronnicy. Al-Hakam nie zabił stryja, ale zabronił mu opuszczać Walencję.
Bunt w Toledo wybuchł w 797 roku i miał jakiś związek ze zmianą gubernatora regionu, choć jego dokładne przyczyny nie są znane. Na czele miejscowych rebeliantów stanął Ubajd Allah ibn Hamir, bardzo tajemnicza postać, o którego karierze sprzed rewolty źródła nic nie mówią. W walkach z buntownikami z Toledo Al-Hakam oparł się na wiernym sobie berberskim garnizonie z Talavery. Ich dowódcą był Amrus ibn Jusuf. Wobec tego, że Toledo posiadało bardzo rozbudowany system fortyfikacji, a oddziały berberskie nie były zbyt liczne, Amrus ibn Jusuf nie był w stanie skutecznie odciąć oblężonych. Udało mu się natomiast nawiązać negocjacje ze stronnictwami, które nie były zadowolone z rządów Ubajd Allaha ibn Hamira i były gotowe dogadać się z Umajjadami. Amrus znalazł sojuszników wśród członków Banu Mahsa, którym obiecał, że jeden z nich zostanie gubernatorem, jeśli zabiją Ubajd Allaha ibn Hamira i poddadzą miasto. Przywódca rebelii został zamordowany, ale członków klanu Mahsa czekał nie lepszy los. Gdy przybyli oni do Talavery z głową Ubajd Allaha ibn Hamira jako dowodem na wykonanie zadania, Berberowie pojmali ich i zabili. Prawdopodobnie Amrus ibn Jusuf planował to od początku, ale istnieje również możliwość, że do mordu doszło spontanicznie, gdyż Mahsa od dawien dawna byli skonfliktowani z miejscowymi Berberami. Zabójstwo Ubajd Allaha ibn Hamira, którego osoba dotychczas jednoczyła rebeliantów, spowodowało wybuch otwartych walk między różnymi stronnictwami. Tymczasem do Berberów obozujących pod murami Toledo dołączyły wojska z Kordoby, wysłane przez Al-Hakama. Emir wezwał mieszkańców miasta do poddania się i otworzenia bram, a jego żądania zostały spełnione i Berberowie obsadzili Toledo. Nie był to jednak koniec, bowiem Amrus ibn Jusuf na rozkaz emira zorganizował ucztę dla przedstawicieli najważniejszych lokalnych rodów. Wszyscy goście zostali zamordowani, a ich ciała wrzucano do specjalnie w tym celu wykopanego rowu. Według źródeł ludzie Amrusa ibn Jusufa zabili wówczas około 700 miejscowych notabli.
Bunt i masakrę z Toledo poznajemy tylko i wyłącznie z punktu widzenia Kordoby, nie istnieją bowiem żadne lokalne źródła. Nie wiemy zatem, jak na sprawę patrzyli sami mieszkańcy miasta, o co tak naprawdę walczyli i z jakiego powodu dochodziło między nimi do tarć. Wiadomo jednak, że w Toledo i w innych ośrodkach również miejscowi muzułmanie dzielili się na szereg ścierających się ze sobą frakcji. Prawdopodobnie każda z nich kontrolowała jakąś część miasta, a podstawowym wyróżnikiem od innych grup, obok wspólnoty interesów, było odmienne pochodzenie jej członków. Historia klanu Mahsa pokazuje, że rywalizacja między tymi grupami była naprawdę duża i morderstwa czy okaleczenie w stosunku do przeciwników nie należały do rzadkości. Istnienie tego typu stronnictw ukazuje z kolei, jak niewielki wpływ na społeczność lokalną miała władza centralna, zainteresowana bardziej Kordobą i jej okolicami. Emirowie oczekiwali posłuszeństwa i regularnego płacenia podatków, ale nie mieli zamiaru mieszać się w lokalne waśnie i rozgrywki, dopóki ich monopol na władzę nie był kwestionowany. W takiej sytuacji natychmiast wkraczali do akcji, a ich interwencja kończyła się często tragicznie dla buntowników, tak jak w przypadku Toledo.
Wymordowanie buntowników, nawet po ich poddaniu się, było uważane za najskuteczniejszą i najsprawiedliwszą metodę zaprowadzenia spokoju i ukarania winnych. Prawdopodobnie pogląd ten był konsekwencją tradycji plemiennych, według których należało pamiętać o krzywdach i nigdy ich nie wybaczać. Upokorzeni przez zwycięskiego władcę członkowie różnych rodów powinni zatem czekać na sposobność do odegrania się na krzywdzicielu. Z tego też powodu pozostawienie ich przy życiu, było z punktu widzenia Al-Hakama, czymś bardzo niebezpiecznym. Oprócz tego, w myśl ideologii dworu, bunt przeciwko władcy był buntem przeciwko Bogu. Było to zatem najcięższe z możliwych przestępstw i należało wymierzyć za nie najcięższą karę. Politykę taką widać nie tylko w Toledo, ale także w innych miastach, także w Kordobie. W 805 roku wykryto tu spisek przeciwko Al-Hakamowi. Wszyscy podejrzani o udział w konspiracji zostali publicznie ukrzyżowani. Podobne represje zastosowano w 818 roku, w czasie tumultu na jednym z przedmieść Kordoby, znanym jako Secunda. Z nieznanych nam przyczyn tłum mieszkańców przedmieść stolicy zaczął rabować i niszczyć miasto, po czym skierował się w stronę pałacu emira. Tam jednak regularne wojsko bez większych problemów poradziło sobie z buntownikami, zabijając kilkuset z nich. Ci, którzy ocaleli z masakry, zostali aresztowani i publicznie ukrzyżowani. Później, mimo że bunt już wygasł, wojska emira zaatakowały Secundę i całkowicie ją zniszczyły, zmuszając jej mieszkańców do ucieczki. Al-Hakam chciał początkowo zabić wszystkich zamieszkujących przedmieścia, ale wyperswadowali mu to jego doradcy. Zamiast tego wygnał ich z Kordoby, wielu uciekło do Toledo, inni wyemigrowali do Północnej Afryki.
Wydaje się, że w VIII i IX wieku ważnym dla Umajjadów źródłem żołnierzy były niezasymilowane garnizony berberskie, takie jak ten w Talaverze. Wzmianki źródłowe potwierdzają tezę, iż rządzący umiejętnie wykorzystywali waśnie etniczne między Arabami a Berberami dla swoich celów. Z powodu niesnasek między obydwoma grupami, ryzyko sojuszu lokalnych elit z garnizonami złożonymi z Berberów było bardzo małe. Berberowie mogli być wówczas podporą władzy emirów w prowincjach. Ciężko ocenić skalę tego zjawiska, ale wydarzenia z Toledo nie są odosobnionym przypadkiem. W 794 roku doszło do walk między stronnictwami w Tarragonie. Umajjadzi, wobec utraty kontroli nad miastem, dali lokalnym Berberom wolną rękę. Garnizon zmasakrował nie tylko buntowników, ale także mieszkańców i to tak skutecznie, że miasto zostało całkowicie wyludnione. Zasiedlili je dopiero Frankowie w IX wieku. Z drugiej jednak strony stosunki Umajjadów z Berberami nie były chyba idealne, o czym świadczyć może fakt, iż pod koniec IX wieku wzmianki o berberyjskich garnizonach znikają ze źródeł. Jest raczej mało prawdopodobne, że doszło do tego na skutek asymilacji rdzennych mieszkańców Afryki Północnej. Taki proces mógł wprawdzie występować, ale z uwagi na ostre konflikty etniczne z Arabami i Muwalladami, aspirującymi do miana Arabów, raczej nie było to zjawisko powszechne. Możliwe, że wielu Berberów zostało po prostu zmuszonych do powrotu do Afryki. Oprócz Berberów, Umajjadzi mogli liczyć na plemienne milicje zwane jundami. Chodzi tu głównie o tak zwanych Syryjczyków. W teorii wszyscy ich członkowie mieli być potomkami żołnierzy, którzy w 741 roku osiedlili się w Al-Andalus, po przybyciu tu z Baldżem ibn Biszrem, ale jest to raczej mało prawdopodobne, ponieważ oddziały te nie były zbyt liczne już w momencie pojawienia się w Hiszpanii. Baldż stał w końcu na czele resztek rozbitej przez afrykańskich Berberów armii. Później ich szeregi zostały z pewnością przetrzebione, ponieważ Syryjczycy brali udział w licznych lokalnych konfliktach, tych którzy faktycznie mieli korzenie bliskowschodnie nie mogło być więcej niż kilkuset. Resztę stanowili „adoptowani” Muwalladowie.
Liczącą się siłą militarną, niekoniecznie blisko związaną z Umajjadami, byli natomiast członkowie lokalnej arystokracji, którzy przyjęli islam i dzięki temu utrzymali swój status. Najbardziej znanym przypadkiem był, wpływowy na północy, ród Banu Kasi. Jego nazwa wywodzi się od legendarnego protoplasty, Kasjusza, wizygockiego arystokraty. Najlepiej poświadczonym historycznie przedstawicielem rodu był żyjący pod koniec VIII wieku Musa ibn Furtun (Fortun). Zważywszy na chrześcijańskie imię jego ojca (Fortunat) wydaje się, że opowieści kronikarzy o Kasjuszu, który przyjął islam, są legendą. Zatem pierwszym członkiem rodu, który rzeczywiście nawrócił się na religię zdobywców, był właśnie Musa. Potomków Musy ibn Furtuna znajdujemy później na różnych stanowiskach w państwie Umajjadów, wiemy również, że należało do nich sporo ziem leżących w dolinie Ebro, na czele z twierdzą w Tudeli. Banu Kasi nie byli wyjątkiem i wpływowe, muwalladzkie rody istniały na terenie całego Al-Andalus.

## Złoty wiek

### Abd ar-Rahman II

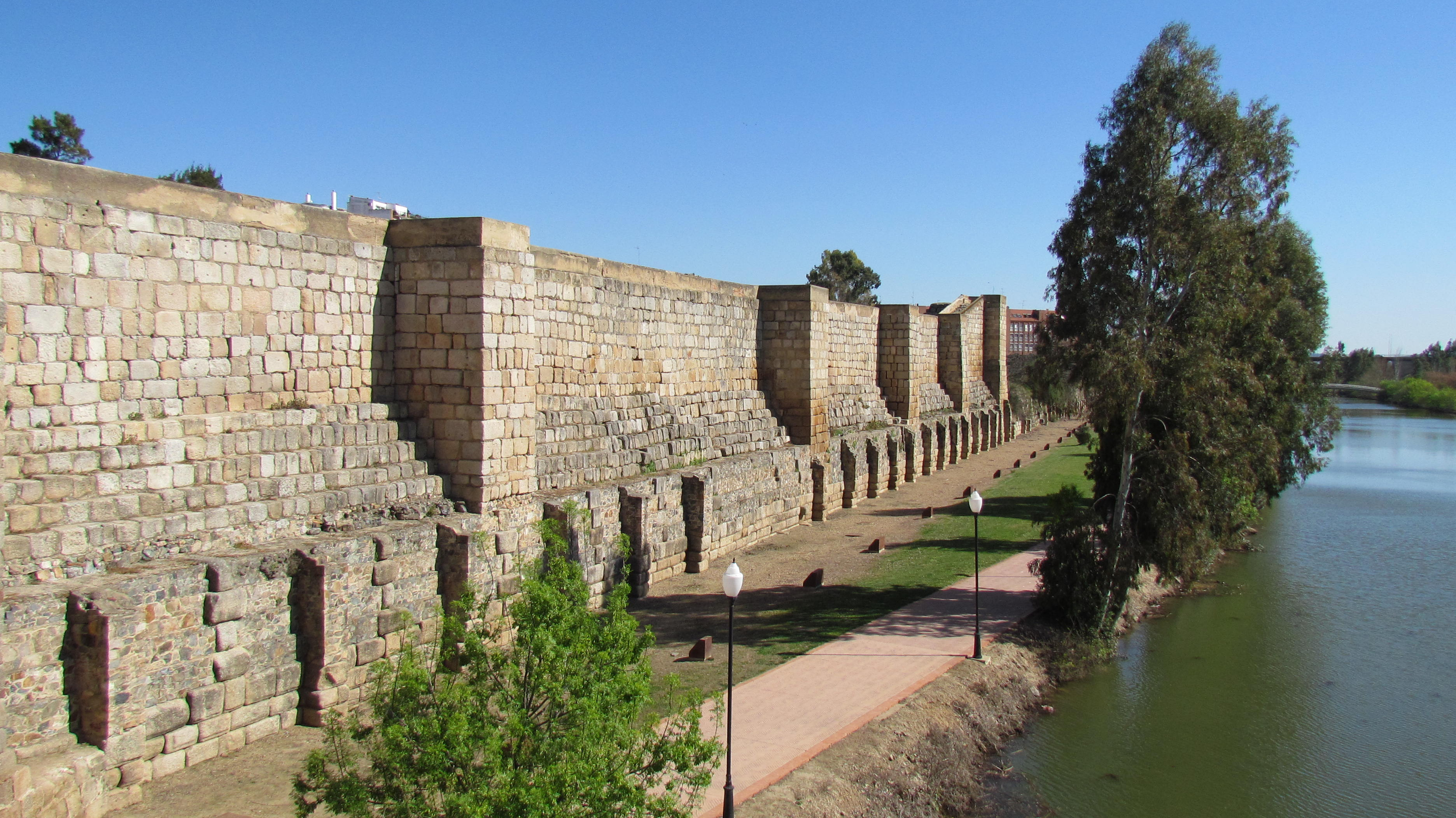
Po stłumieniu buntu w Meridzie Abd ar-Rahman II zburzył jej mury i wybudował fortecę na końcu dawnego rzymskiego mostu. Na zdjęciu jej zachowane do dzisiaj mury biegnące wzdłuż brzegów Gwadiany

Trzydziestoletnie panowanie Abd ar-Rahmana II (822-852) jest uważane za pierwszy „złoty wiek” Andaluzji. Jednak wydarzenia towarzyszące objęciu przez niego władzy w 822 roku bardzo przypominały te z 796 roku, kiedy to na tron wstępował jego ojciec. Ponownie bowiem doszło do kilku rebelii, zwłaszcza na terenach przygranicznych, choć sytuacja na południu i w Kordobie, również była niezbyt stabilna. Abd Allah, jedyny żyjący syn Abd ar-Rahmana I, ponownie zgłosił roszczenia do tytułu emira i podburzył Walencję. Tamtejszy bunt wygasł jednak już rok później z powodu śmierci Abd Allaha. Jego spadkobiercy bez większych problemów podporządkowali się władzy nowego emira i wyrzekli się ambicji rządzenia całym Al-Andalus. Znacznie dłużej, bo aż siedem lat, trwały rozruchy w regionie, który Arabowie nazywali Tudmir, a który obejmował ziemie w pobliżu Murcji, przyznane przez Abd al-Aziza gockiemu możnemu, Teodemirowi. Doszło tam do konfliktu między lokalnymi stronnictwami, a w konsekwencji do walk, w których zginęło około trzech tysięcy miejscowych. Starcia zakończyły się dopiero po bezpośredniej interwencji emira, który wziął zakładników z każdego stronnictwa i przeniósł centrum administracyjne regionu do Murcji. Mimo zakończenia walk, stan wrogości między frakcjami stale się utrzymywał. Około dwudziestu lat później Tudmir był świadkiem krótkiej, ale bardzo poważnej rewolty.
W 828 roku, w Meridzie, doszło do walk, w wyniku których zginął gubernator mianowany przez emira. Abd ar-Rahman II natychmiast skutecznie interweniował, ale krótko po tym, jak powrócił do Kordoby, w Meridzie wybuchła kolejna rewolta. Nowy, niedawno mianowany gubernator został schwytany i uwięziony przez buntowników, którzy zapowiedzieli, że uwolnią go, jeśli emir zwolni zakładników, których wziął podczas interwencji. Abd ar-Rahman spróbował najpierw siłą zdobyć miasto, ale po nieudanym oblężeniu musiał w 831 roku zwolnić jeńców w zamian za życie gubernatora. Po wymianie zakładników wojska emira podjęły jeszcze jedną próbę zdobycia Meridy, ale i tym razem zakończyła się ona porażką. Ostatecznie sukces udało się odnieść dopiero w 834 roku, kiedy to miasto ponownie znalazło się pod władzą Umajjadów. Przywódcy buntu zostali zabici lub wygnani, jednemu tylko Mahmudowi ibn Abd al-Dżabbarowi, udało się zbiec do Badajoz, gdzie ogłosił się niezależnym władcą. Wojska emira szybko zmusiły go jednak do wycofania się z miasta. Zbiegł wówczas do chrześcijańskiej Asturii, gdzie Alfons III ofiarował mu i jego zwolennikom jedną z przygranicznych twierdz, chcąc ich w ten sposób wykorzystać do obrony przed regularnymi najazdami z Al-Andalus. Mahmud ibn Abd al-Dżabbar początkowo dobrze odnajdywał się w nowej rzeczywistości, udało mu się na przykład wejść w koligacje rodzinne z rządzącymi w Asturii elitami. Jego siostra poślubiła jednego z możnych i przeszła nawet na chrześcijaństwo. Jednak w okolicach 840 roku Alfons II, podejrzewający Mahmuda ibn Abd al-Dżabbara o zdradę, napadł na obsadzoną przez muzułmanów twierdzę i zabił całą jej załogę.
Kariera Mahmuda ibn Abd al-Dżabbara i losy rewolty w Meridzie wyraźnie ukazują narastające problemy władzy centralnej w Al-Andalus. Lokalne społeczności i frakcje często nie czuły się mocno związane z Kordobą i były gotowe udzielać poparcia miejscowym liderom przeciwko rządowi. Dokładne powiązania i siła tych stronnictw nie są zbyt dobrze znane z powodu braku źródeł, ale skoro rebeliantom udawało się przez dłuższy czas opierać, musiały być one stosunkowo silne. Znamienne jest również to, że ludzie Mahmuda ibn Abd al-Dżabbara byli gotowi opuścić swoje rodzinne strony, aby pozostać przy liderze. Być może był to skutek uboczny bezwzględnego rozprawiania się z buntownikami za czasów Al-Hakama. Rebelianci mogli się obawiać, iż ukorzenie się przed władcą nie wystarczy, a ten, w obawie przed ewentualnymi próbami zemsty, będzie chciał ich wyeliminować zabijając lub skazując na wygnanie. Wydaje się, że polityka represji stosowana przez Al-Hakama nie spełniła swoich celów, skoro mimo okrutnych kar nadal dochodziło do buntów i to nawet w spacyfikowanych uprzednio miejscach. Tak było w przypadku Toledo. W 829 albo 830 roku Haszim ad-Darrab, jeden z liderów buntu przeciw Al-Hakamowi, zbiegł z Kordoby i wrócił do rodzimego miasta. Toledo po raz kolejny wymówiło posłuszeństwo Umajjadom, co pokazuje, że masakra dokonana przez Berberów nie złamała miejscowych. Losy Haszima ad-Darraba pokazują również, jak silne było poparcie lokalnych stronnictw dla swoich liderów.

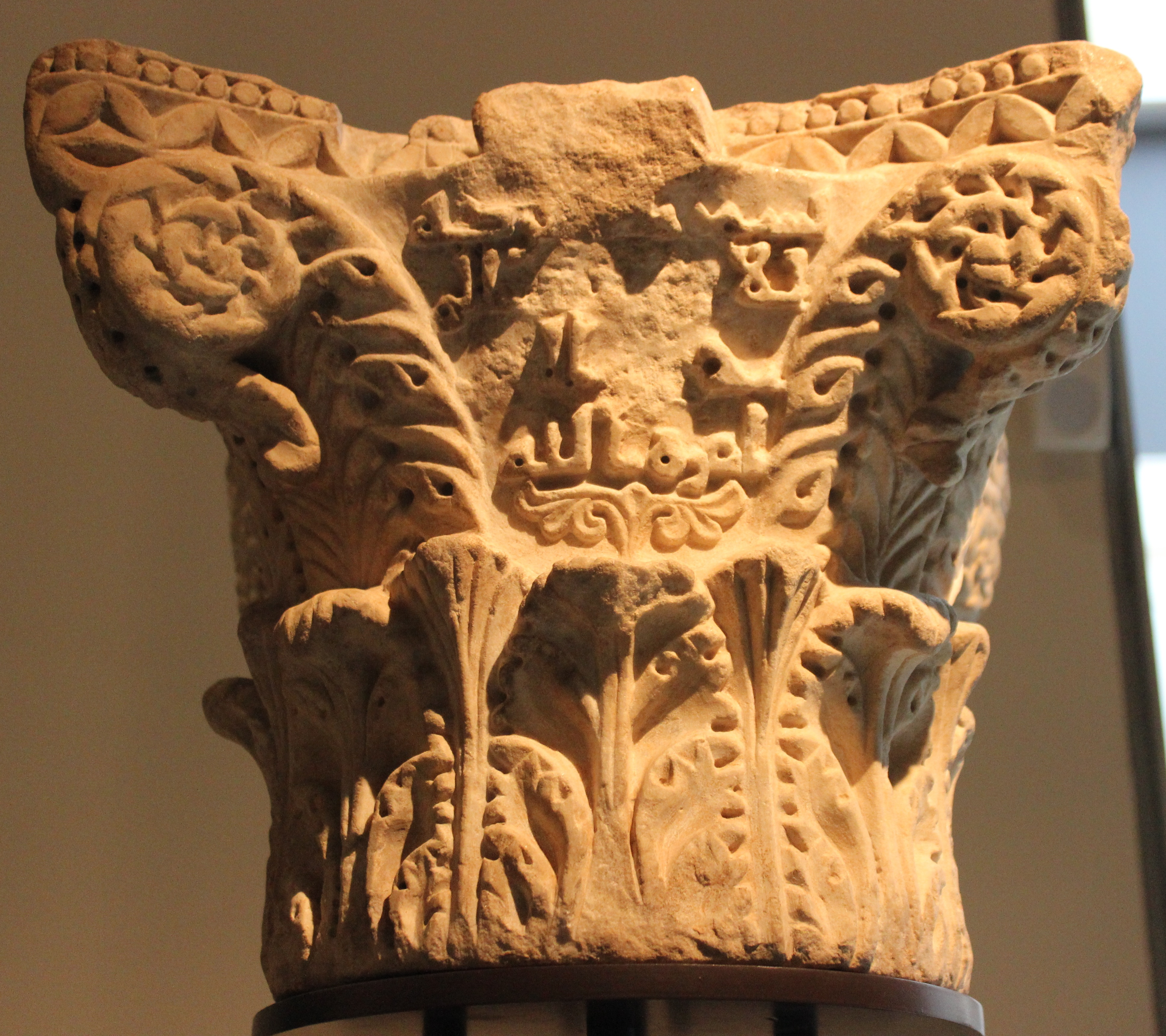
Kapitel z inskrypcją dedykacyjną Abd ar-Rahmana II, przeznaczony na dokonaną za jego panowania rozbudowę Wielkiego Meczetu w Kordobie. Napis głosi: „W imię Boga; błogosławieństwo dla emira Abd ar-Rahmana, syna Al-Hakama; niech Bóg go uczci”. Pomiędzy 840 a 848. Narodowe Muzeum Archeologiczne w Madrycie

Buntownicy, mając w pamięci poprzednią rebelię, zaatakowali najpierw berberskie garnizony w Talaverze i Santaver. Opanowali również Calatrava la Vieja, najważniejszą fortecę między doliną, w której leżało Toledo a doliną Gwadalkiwiru. Utrzymali się tam aż do 834 roku. Haszim zginął już w 831 roku w bitwie z wojskami emira wysłanymi w celu przywrócenia kontroli nad miastem. Mimo śmierci lidera Toledańczycy odparli najazd i nie poddawali się, mimo ataków zarówno ze strony Kordoby jak i Berberów z Calatravy, którzy oblegali miasto dwukrotnie, w 835 i 836 roku. Ostatecznie skapitulowali dopiero w czerwcu 837 roku, kiedy Toledo zostało zaatakowane przez wojska brata emira, al-Walida. Dowódca zwycięskiej armii został mianowany gubernatorem miasta. Nowy zarządca odbudował fortyfikacje wewnątrz miasta i obsadził je swoimi oddziałami. W ten sposób powstała wewnętrzna twierdza, mająca ułatwić pacyfikację miasta i zapewnić schronienie stronnikom Umajjadów w razie następnych rewolt. Z tej samej przyczyny zniszczono część murów okalających miasto. Skutkiem rewolt i ich bezwzględnego często tłumienia, Toledo podupadło, a jego rola w regionie zmalała na rzecz położonego bardziej na zachód, Badajoz.
Problemy wewnętrzne w środkowym i dolnym sugur, jakie napotkał po swoim wstąpieniu na tron Abd ar-Rahman, sprawiły, że znacznie spadła liczba najazdów na chrześcijańską północ. Aż do 838 roku nie doszło do żadnej większej wyprawy na Asturię czy Nawarrę. Źródła asturyjskie twierdzą wręcz, że druga część panowania Alfonsa II (791–842) była czasami niespotykanego dotychczas pokoju. Prace muzułmańskich autorów wspominają wprawdzie duże wyprawy z 838, 840 i 846 roku, ale nie wiadomo, na ile jest to prawda. Być może jest to próba przedstawienia Abd ar-Rahmana jako wzorowego emira, realizującego nakaz walki z niewiernymi, zwłaszcza że nawet muzułmanie nie piszą o większych bitwach czy oblężeniach. Innym skutkiem walk w środkowej i południowej części Al-Andalus były zmiany, jakie zaszły w górnym sugur. Region ten oficjalnie uznawał władzę Kordoby, ale w praktyce był niezależny od 827 roku. Wówczas wycofały się stąd wojska bezpośrednio podległe emirowi, walczące dotychczas z Frankami, którzy od połowy VIII wieku zaczęli zajmować ziemie w sąsiedztwie południowych stoków Pirenejów. Najazdy muzułmańskie na Marchię Hiszpańską spowodowały kryzys polityczny w państwie Franków. Po wycofaniu się wojsk emira do dużego znaczenia doszły miejscowe rody, takie jak wspominany już Banu Kasi, które rządziły wprawdzie z nadania Umajjadów, ale za rządów Abd ar-Rahmana były w zasadzie niezależne.
Status quo między Banu Kasi a Umajjadami zostało naruszone w 842 roku. Abd ar-Rahman chciał wówczas wykorzystać zamęt panujący w krajach Franków i wysłał na północny wschód wojska, których zadaniem było najechanie Narbony. Na czele wyprawy stanął dowódca mianowany przez Kordobę, ale miał w niej wziąć udział również Musa ibn Musa, patriarcha Banu Kasi, jako dowodzący awangardą. Między Musą a dowódcą Abd ar-Rahmana doszło do różnicy zdań i sporu, w wyniku którego wyprawa zakończyła się fiaskiem. Musa wypowiedział wówczas posłuszeństwo emirowi i ogłosił się niezależnym władcą. W 843 roku wojska Abd ar-Rahmana prowadzone przez generała al-Harita najechały tereny zajęte przez Banu Kasi i ich stronników. Musa, spodziewający się ataku, zawarł sojusz z Garcią, władcą niezależnego, chrześcijańskiego państewka ze stolicą w Pampelunie. Połączone siły chrześcijan i Musy rozbiły wojska wysłane przez emira w bitwie nieopodal Borji. Al-Harit został schwytany i zabity, a jego armia w zasadzie przestała istnieć. Rok później Abd ar-Rahman ponownie zaatakował buntowników, ale tym razem wojska wysłane przez Kordobę były o wiele liczniejsze, a na ich czele stał Muhammad (852-886), syn i przewidywany następca emira. Do bitwy między obydwoma stronami doszło w okolicach Pampeluny i tym razem zakończyła się ona triumfem wojsk Abd ar-Rahmana. Musa ukorzył się przed swoim zwierzchnikiem, ale w przeciwieństwie do innych przywódców buntów przeciw Umajjadom, nie został ani zabity ani wygnany. Posiadał bowiem bardzo silne wpływy w północno-wschodniej części Al-Andalus i cieszył się tu dużym poparciem. Emir, obawiając się reakcji ze strony stronników Musy, uznał, iż najlepiej będzie wrócić do stanu sprzed wojny. Senior Banu Kasi uzyskał więc przebaczenie i mógł powrócić do swojej siedziby w Tudeli, gdzie ponownie zbuntował się w 847 roku.
Poza buntami, Abd ar-Rahman musiał zmagać się również z innymi problemami niż walki i bunty stronnictw. Kraj nawiedzały wówczas klęski głodu i znaczące powodzie, powodujące rozległe zniszczenia, zwłaszcza Eciji, Toledo i Sewilli. Nowym zagrożeniem byli także wikingowie, którzy w 845 roku najechali Al-Andalus, uprzednio atakując zachodnie wybrzeża Francji. W 850 roku Umajjadowie musieli zmierzyć się z buntem w Algeciras, zapoczątkowanym przez niejakiego Berbera o imieniu Habib. Bunt ten miał prawdopodobnie religijne podłoże. W 851 roku nieznany z imienia przywódca duchowy zapoczątkował nowy ruch religijny, oparty na swojej interpretacji Koranu. Ortodoksyjni muzułmanie uznali go za bluźniercę. Został pojmany przez siły emira, po czym skazano go na ukrzyżowanie.

### Muhammad I
Abd ar-Rahman II zmarł w 852 roku, a nowym emirem został jego syn, wyznaczony wcześniej na następcę, Muhammad I. Jego wstąpienie na tron nie wywołało żadnych walk i uzurpacji w gronie rodziny panującej, co było pierwszym takim przypadkiem w hiszpańskich dziejach Umajjadów. Muhammad nie uniknął jednak zmory wszystkich swoich poprzedników, czyli buntów mających na celu zrzucić zwierzchność Kordoby. Rewolta ponownie wybuchła w Toledo, gdzie miejscowi przywódcy pojmali gubernatora i zażądali zwrotu zakładników przetrzymywanych w stolicy. W 853 roku Toledańczycy zaatakowali swoich rywali z Calatrava la Vieja, a atak ten zakończył się dla nich zdecydowanym zwycięstwem. Pokonani zostali zabici w trakcie walk i łupienia miasta, a tych, którzy przeżyli, wygnano. Buntownikom udało się również rozbić wojska emira przysłane jako odsiecz dla Calatravy. Konflikt między miastami trwał już od dłuższego czasu, choć jego źródła są nieznane. Jest bardzo prawdopodobne, że rywalizacja ta zaczęła się na polu ekonomicznym, ale później, w wyniku starć zbrojnych, ofiar z jednej i z drugiej strony oraz narastającej nienawiści przerodziła się w walkę mającą na celu wyeliminowanie przeciwnika.
Po początkowych sukcesach Toledańczycy, spodziewając się interwencji Kordoby, zwrócili się o pomoc do króla Asturii, Ordoño I, z którym zawarli sojusz. W 854 roku sprzymierzeńcy, w pobliżu rzeki Guadacelete, stoczyli bitwę z wojskami emira, dowodzonymi przez jego brata, Al-Hakama. Oddziały chrześcijan i Toledo, prowadzone przez hrabiego Gato, poniosły klęskę i odniosły duże straty. Wielu żołnierzy zostało wówczas pojmanych przez muzułmanów, po czym sprzedano ich jako niewolników. Mimo tej porażki Toledo pozostało niezależne i skutecznie opierało się najazdom wojsk rządowych. W 857 roku Toledańczycy, którzy próbowali zdobyć Talaverę, ponieśli kolejną klęskę, a rok później miasto zaatakowała armia dowodzona osobiście przez emira. Oblężenie nie przyniosło jednak zamierzonego rezultatu i Muhammad musiał się wycofać. Ponownie najechał Toledo już w 859 roku, ale i tym razem buntownikom udało się obronić i zawarto rozejm. Umajjadom udało się odzyskać pełną kontrolę nad miastem dopiero w 873 roku.
Walki wewnętrzne nie oznaczały jednak, że muzułmanie przestali najeżdżać chrześcijańską północ. Ekspedycje z Kordoby atakowały regularnie ziemie Asturii, Pampeluny, frankijskie hrabstwa w Pirenejach oraz Katalonię. W 856 i 861 roku miały miejsce silne ataki na Barcelonę, w czasie których zniszczono wiele pomniejszych osad w Katalonii i pojmano wielu miejscowych, których później sprzedano jako niewolników. Wyprawa z 861 roku zniszczyła nawet część samego miasta, dokładniej tę leżącą poza murami rzymskimi z III wieku. Znaczniejsze najazdy na Kastylię i Asturię miały miejsce w 855, 863 i 865 roku, tym ostatnim dowodził zresztą sam emir. Al-Andalus nie było jednak bezpieczne i to nie tylko ze względu na odwetowe najazdy chrześcijan, ale także z uwagi na powtarzające się rajdy wikingów. Przybysze z północy powrócili na półwysep Iberyjski w 858 roku. Jedna z ich flot złupiła Sewillę, inna Algeciras. Podobnie jak za pierwszym razem, emirowie byli bezradni wobec stosującego nieznaną im taktykę przeciwnika. Wikingowie dali się we znaki także chrześcijanom, udało im się nawet wziąć w niewolę króla Pampeluny, Garcię. Prawdopodobnie to właśnie dlatego Muhammad wysłał w 860 roku bardzo silną ekspedycję przeciwko temu królestwu, licząc, że bez władcy będzie ono bezradne. Muzułmanie zadali miejscowym ogromne straty niszcząc wiele zamków, osad i miast, udało im się również pojmać Fortuna, syna Garcii, który był wyznaczony na następcę tronu.
W 869 roku doszło do rewolty w Meridzie, która zakończyła się klęską miejscowych. Wielu z nich zginęło w walkach, wielu innych ukarano śmiercią za zdradę. Obawiając się oporu w przyszłości Muhammad wygnał pozostałych przy życiu mieszkańców z miasta. Znaczna część wygnańców udała się do Badajoz, którym rządził wówczas lokalny watażka Ibn Marwan. To właśnie to miasto i jego lider zyskali najwięcej na depopulacji Meridy, będącej do rebelii w 869 roku centrum administracyjnym dolnego sugur. Ibn Marwan pochodził najprawdopodobniej z muwalladzkiej rodziny, choć bardzo wpływowej. Gdy w Meridzie wybuchło powstanie przebywał w Kordobie jako zakładnik. Krótko po klęsce rebeliantów zbiegł ze stolicy do Badajoz. Tam, prawdopodobnie dzięki wpływom rodziny, szybko zyskał sobie poparcie miejscowych i został de facto samodzielnym władcą. Odparł wojska Umajjadów prowadzone przez syna Muhammada, Al-Munzira (886-888), co pozwoliło mu zachować władzę. Wobec przewagi militarnej emira sprzymierzył się z Asturyjczykami i kiedy w 877 roku armia z Kordoby najechała chrześcijańską północ, została zaatakowana i pokonana przez połączone siły Ibn Marwana i Alfonsa III.
Zmiana układu sił dokonała się również w górnym sugur. Poprzednicy Muhammada I musieli bowiem liczyć się z potęgą Banu Kasi, ich stronnikami i sprzymierzonymi z nimi władcami królestwa Pampeluny. Muhammad, wiedząc, że nie może sobie pozwolić na otwartą walkę z Banu Kasi, zaczął budować konkurencyjne dla nich stronnictwo. Do tego celu wykorzystał Amra ibn Amrusa, który jeszcze całkiem niedawno buntował się przeciwko władzy Kordoby. Gdy jednak ostatecznie podporządkował się emirowi, ten nadał mu jedną z najważniejszych twierdz między Saragossą a chrześcijańską Katalonią – Huescę. Sytuacja Banu Kasi pogorszyła się po 859 roku, kiedy to Musa ibn Musa został pokonany przez Asturyjczyków, którzy zniszczyli jego twierdzę w Albeldzie. W 862 roku Musa zmarł, a o władzę po nim zaczęli rywalizować jego potomkowie, co skrzętnie wykorzystali Umajjadzi i sprzymierzony z nimi Amr. W 881 roku Al-Munzir zdobył Rodę, opanowaną przez Banu Hud i zagroził Lleidzie. Miastem tym rządził Isma’il ibn Musa z Banu Kasi, który próbował uczynić Lleidę swoją bazą, z której mógłby rywalizować z braćmi i kuzynami o schedę po ojcu. Zagrożony przez wojska Al-Muzira uznał zwierzchność Muhammada I. Krótko po wycofaniu się wojsk emira rozpoczął jednak umacniać fortyfikacje w swojej siedzibie. W 884 roku Muhammad ibn Lubb, wnuk Musy, został pozbawiony władzy nad Saragossą przez ekspedycję wysłaną z Kordoby. Umajjadom udało się odzyskać pełnię władzy nad niezbyt dużą częścią górnego sugur, ale w wielu miejscach nadal rządzili rywalizujący ze sobą, lokalni watażkowie. Uznawali oni zwierzchność Kordoby tylko wówczas, gdy było im to na rękę, byli do tego zmuszani siłą lub wcale.
Wydaje się, że polityka Muhammada I względem prowincji była o wiele mniej skuteczna niż ta, prowadzona przez Abd ar-Rahmana II. Działania, jakie podejmował, są wprawdzie bardzo podobne, ale uzyskiwał on gorsze efekty. Przede wszystkim dotyczy to wszystkich trzech granicznych „marchii”, gdzie doszło do destabilizacji. Przejawem tego był koniec dominacji dotychczasowych centrów administracyjnych. Toledo, Merida i Saragossa znacznie straciły na znaczeniu względem innych ośrodków, opanowanych przez inne stronnictwa, między którymi ciągle dochodziło do konfliktów i walk. Merida pozostawała przez jakiś czas zupełnie niezamieszkana, a gdy w końcu zasiedlono ją na nowo, miała rywala w postaci miasta Badajoz. Toledo zachowało pewną autonomię, ale znajdowało się w permanentnym konflikcie z większością miast ze swojego sugur. Na północy po śmierci Musy ibn Musy i pojawieniu się Amra ibn Amrusa doszło do załamania się dominacji Banu Kasi, a w konsekwencji do wojny wszystkich ze wszystkimi. Wydaje się, że wydarzenia, które miały miejsce w czasach panowania Muhammada I w marchiach, były ukoronowaniem dłuższego procesu. Miejscowi, obarczeni podatkami i innymi świadczeniami na rzecz emirów, czuli się wykorzystywani. Zagrożenie ze strony chrześcijan nie było zbyt duże, nie mogli więc zrozumieć, dlaczego mają ponosić tak znaczne koszty i na co idą te pieniądze. W założeniu wierni mieli płacić emirowi, aby ten bronił ich przed heretykami i niewiernymi oraz aby rozszerzał zasięg panowania wspólnoty muzułmańskiej. Nic takiego jednak nie miało miejsca, na domiar złego emirowie interesowali się przede wszystkim Kordobą, nie inwestując pieniędzy w prowincje. Coraz większe poparcie udzielane lokalnym liderom było zapewne konsekwencją rosnącej nieufności wobec rządu centralnego. Miejscowa społeczność, mimo rozlicznych konfliktów i wróżd, uważała się za wspólnotę i identyfikowała z okolicą, nie czując zbytniego związku z Kordobą. W związku z tym interes lokalny był przekładany nad interes całego emiratu i członkowie różnych, nieraz walczących ze sobą stronnictw, stawali razem przeciw emirowi, gdy ten próbował je wykorzystać.
W 885 roku Muhammad ponownie wysłał swego syna i następcę przeciwko Ibn Marwanowi. Tym razem ekspedycja zakończyła się sukcesem wojsk emira, a buntownicy zostali zmuszeni do ucieczki z Badajoz. Al-Munzirowi nie udało się jednak schwytać rebeliantów, którzy znaleźli schronienie w jakiejś innej fortecy, której nazwy źródła nie wymieniają. Wiadomo, że w 886 roku wyprawił się przeciwko nim sam emir, który zginął w czasie oblężenia. Władzę objął wówczas Al-Munzir.

## Kryzys

### Początek
Panowanie Al-Munzira były najkrótsze ze wszystkich dotychczasowych, hiszpańskich Umajjadów. Rządził on zaledwie rok, jedenaście miesięcy i dziesięć dni. Jako jedyny emir z tej dynastii zmarł na skutek ran odniesionych w bitwie, choć wersja, iż został otruty przez swego brata, Abd Allaha (888-912), który zajął jego miejsce, jest również popularna. Nawet jeśli rzeczywiście tak było, to przyczyną, dzięki której Abd Allah mógł zastąpić Al-Munzira na tronie, był jeden z licznych w dziejach emiratu buntów. Rebelia ta była prowadzona przez Umara ibn Hafsuna i jest często uważana za największy i najgroźniejszy dla Umajjadów bunt w czasach emiratu. Zaczęło się tak, jak w przypadku większości tego typu powstań, od buntu przeciwko gubernatorowi emira. Nie wiadomo, dlaczego między gubernatorem Malagi a Umarem ibn Hafsunem doszło do konfliktu, źródła nic nie wspominają o ewentualnym podłożu sporu. Tak czy inaczej, w 880 roku namiestnik emira został zabity. Reakcja rządu była jednak szybka i Umar ibn Hafsun wraz ze swoimi stronnikami musieli ukorzyć się przed władcą. Wiadomo, że w 884 roku brali nawet udział w walkach w Saragossie u boku Al-Munzira. Jednak w 886 roku Umar ibn Hafsun, bezpieczny w swojej twierdzy w Bobastro, ponownie wystąpił przeciwko władzy centralnej. Sytuacja Al-Munzira była wówczas nie do pozazdroszczenia. Mniejsze i większe rebelie tliły się w marchiach, co było problemem samym w sobie, a dodatkowo marchie były źródłem znacznych dochodów. Emir był zatem zmuszony do walki na wielu frontach, a na dodatek miał problemy finansowe. Umarowi ibn Hafsunowi udało się w 888 roku rozbić wojska, które próbowały zmusić go do poddania się, co zapoczątkowało długotrwały kryzys władzy emirów na południu ich państwa. Umar ibn Hafsun nie był wówczas jedynym buntownikiem, wielu pomniejszych lokalnych możnowładców również przestało uznawać zwierzchność Kordoby.

### Bunt

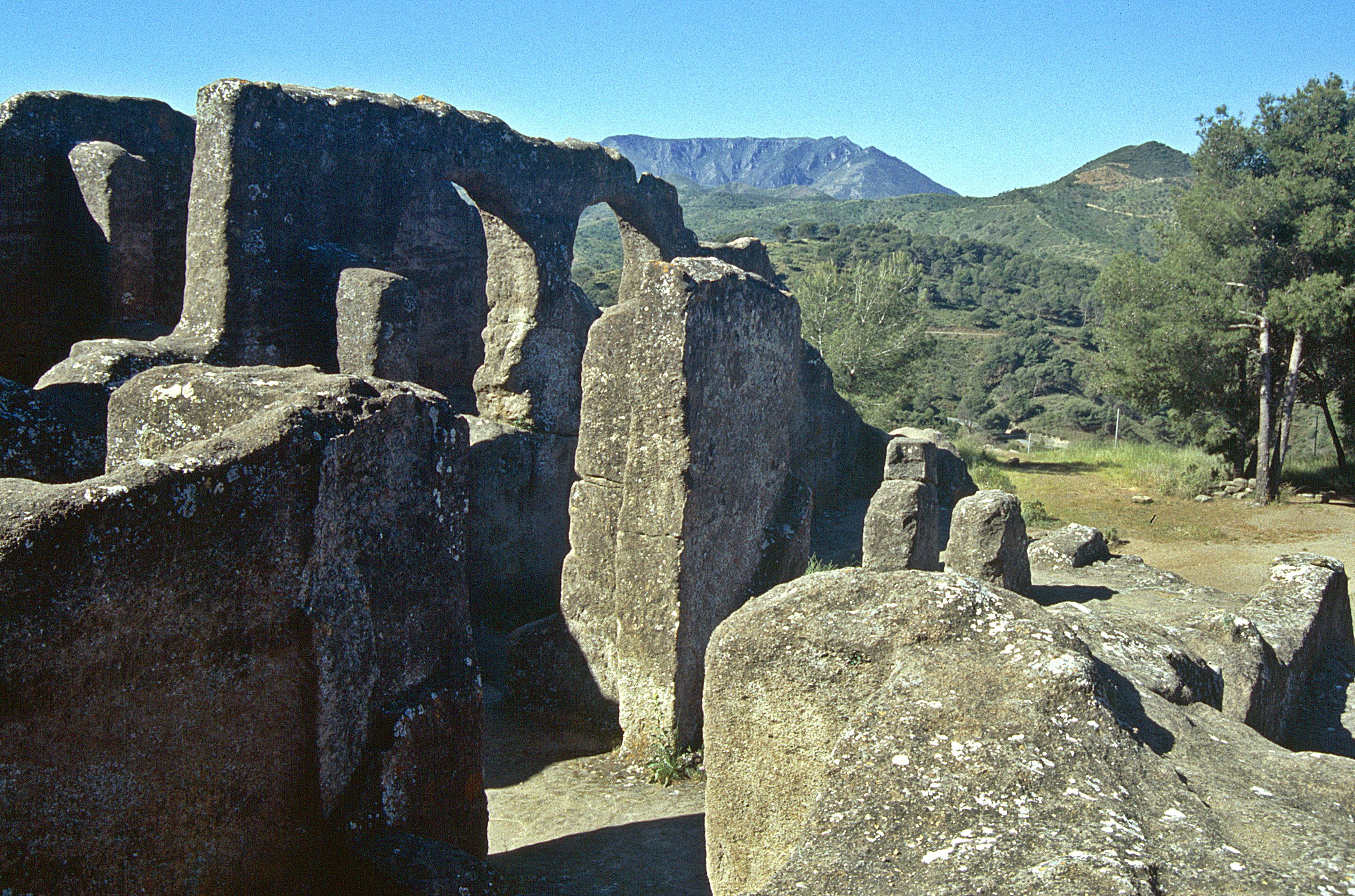
Ruiny Bobastro, siedziby Umara ibn Hafsuna

Przyczyny buntu jak i sama postać Umara ibn Hafsuna są bardzo niejasne i na domiar złego są często mitologizowane. Rebelię opisywano, zależnie od poglądów, na wiele różnych sposobów, na przykład: próbę realizacji wybujałych ambicji lokalnego watażki, zryw muwalladów przeciwko Arabom czy też przejaw walki chrześcijan przeciwko muzułmańskim panom. Historia Umara ibn Hafsuna i jego rodziny nie różni się znacząco od losów innych rebeliantów i ich środowisk, choć trzeba przyznać, że pewne różnice jednak występują. Zastanawiający jest przede wszystkim fakt, iż często otrzymywał on pomoc od wspólnot chrześcijańskich z Malagi, Jaén oraz Grenady, jak i z regionów, w których miasta te się znajdowały. Źródła twierdzą nawet, że Umar ibn Hafsun przeszedł w 899 roku na chrześcijaństwo, po czym, w 910 roku, został szyitą. Informacje te są jednak traktowane z dużą ostrożnością z uwagi na fakt, iż w myśl ideologii propagowanej przez Umajjadów, bunt przeciwko emirowi był równoznaczny z aktem apostazji.
Jest pewne, że Umar ibn Hafsun rozpoczął swoją karierę buntownika od walki przeciwko gubernatorowi Malagi, którego pokonał, potem jednak ukorzył się przed emirem i w 883 roku był przetrzymywany w Kordobie. Rok później zbiegł ze stolicy do Bobastro, gdzie zawarł sojusz z Banu Rifa, lokalnym plemieniem Berberów, rezydujących w twierdzy zwanej Alhama. Potem bardzo szybko zajął wiele pomniejszych ufortyfikowanych osad w regionie. Wieści o jego poczynaniach doszły do emira, który w 888 roku osobiście stanął na czele ekspedycji mającej rozbić buntowników. Wyprawa zakończyła się jednak porażką, gdyż w czasie oblężenia Bobastro Al-Muznir zmarł. Władzę po nim objął Abd Allah, który zawarł z Umarem ibn Hafsunem pokój i mianował go gubernatorem regionu. Jako gubernator Umar zaczął rozszerzać swoją kontrolę na ziemie położone na wschód i na zachód od Malagi, sprzymierzając się po drodze z miejscowymi klanami Berberów. W 889 roku zajął Osunę, Estepę i Eciję, zagroził także Algeciras. Abd Allah zrozumiał swój błąd i od 889 roku wyprawiał się przeciwko Umarowi ibn Hafsunowi, ale kampanie ta nie przyniosły spodziewanych rezultatów. Tymczasem pod kontrolę Umara dostała się Grenada i Jaén. To pierwsze miasto Umajjadowie szybko odzyskali, ale Jaén pozostało pod jego władzą. Dążenie do niezależności było bardzo mocne, a stronnictwa, które je popierały, musiały być poważne, skoro Umarowi ibn Hafsunowi udało się w 891 roku nawiązać kontakty dyplomatyczne z Aghlabidami rządzącymi Ifrikiją w celu obalenia Umajjadów. W 910 roku w tym samym celu nawiązano rozmowy z Fatymidami, dwór w Kordobie podejrzewał nawet, że Umar ibn Hafsun został szyitą, aby zapewnić sobie poparcie nowej potęgi w świecie islamu. Jest to raczej mało prawdopodobne, ale wiemy, iż do 914 roku otrzymywał posiłki i zaopatrzenie z Afryki, przesyłane drogą morską przez Cieśninę Gibraltarską. Umar próbował również współpracować z innymi lokalnymi liderami, zawarł na przykład sojusz z Ibrahimem ibn Hadżdżadżem, który rządził Sewillą. Jego działania przynosiły efekty, skoro do 915 roku kontrolował 162 fortece.
Z drugiej jednak strony bunt Umara ibn Hafsuna nigdy tak naprawdę nie zagroził władzy Umajjadów nad Al-Andalus. Rebelianci nie dysponowali siłami zdolnymi do wyparcia dynastii z Kordoby, nie potrafili również opanować większej liczby dużych miast. Grenadę, którą udało im się podbić, szybko stracili. Skuteczne działania zbrojne byli w stanie prowadzić w zasadzie tylko w górskich regionach na południu, rzadko udawało im się pokonać wojska rządowe w otwartym polu. Nie potrafili również zachęcić do sojuszu wielu przedstawicieli lokalnych elit. Cieszyli się wprawdzie poparciem wsi i małych miasteczek na ziemiach, na których panowali, ale nie byli w stanie nimi skutecznie zarządzać. Ich zwierzchność ograniczała się często do pobierania opłat w zamian za ochronę przed rabusiami czy mieszkańcami konkurencyjnych osad. Wydaje się niemal pewne, że Umar ibn Hafsun nie był w stanie stworzyć niezależnego organizmu państwowego z terenów, które sobie podporządkował. Jego działalność polegała raczej na zdominowaniu kilku południowych kuras, które w zamian za pomoc i ochronę płaciły mu trybut. Można ją porównać z działalnością niezależnych osad Morysków, którzy w XVI wieku, na tym samym terenie, przez długi czas skutecznie opierali się presji rządu hiszpańskiego.
W 912 roku władzę w Kordobie objął Abd ar-Rahman III, który dwa lata później rozpoczął energiczną kampanię przeciwko Umarowi ibn Hafsunowi. Doszło do serii najazdów na twierdze zajęte przez buntowników. Nie wszystkie ataki zakończyły się sukcesem, zwłaszcza że ich obrońcy czasami woleli zniszczyć fortyfikacje, niż oddać je w ręce wojsk emira. Niektóre ekspedycje kończyły się całkowitymi klęskami i utratą wielu oddziałów. Wiele osad zostało jednak zdobytych w wyniku walk, znaczna część kapitulowała bez stawiania oporu. Abd ar-Rahmanowi udało się także zniszczyć flotę buntowników w Algeciras i za pomocą swoich własnych okrętów przejąć kontrolę nad akwenami między Hiszpanią a Afryką Północną. Nowy emir przywrócił również kontrolę nad częścią doliny Gwadalkiwiru, opanowaną dotychczas przez rebeliantów. Wobec miażdżącej przewagi Kordoby Umar ibn Hafsun zdecydował się na negocjacje i w 915 roku uznał zwierzchność Abd ar-Rahmana, godząc się na areszt w stolicy. Nie oznaczało to jednak przywrócenia kontroli Umajjadów nad południem, gdyż znaczna część ziem zajętych przez Umara pozostała w rękach jego synów, którzy nie zawsze byli gotowi uznać się za poddanych emira.

### Hafsunidzi
Dziedzice Umara ibn Hafsuna nie tworzyli jednak zwartego frontu i często rywalizowali ze sobą o schedę po ojcu. W 917 roku młodszy z nich, Sulajman zajął Ubedę, która całkiem niedawno uznała władzę Kordoby. Przetrzymywany w stolicy Umar był podejrzany o udział w spisku. Aby oczyścić się z zarzutów musiał wziąć udział w wyprawie przeciw własnemu synowi. Oblężenie Ubedy zakończyło się sukcesem wojsk emira, ale krótko potem Sulajman odbił miasto. Umar tymczasem odmówił wzięcia udziału w walkach i zbiegł do Bobastro, gdzie zmarł w 918 roku, przekazując władzę najstarszemu ze swoich synów, Jahji. Ten, według relacji Ibn Hajjana, miał przejść potajemnie na chrześcijaństwo i z tego powodu chciał kontynuować walkę przeciw władzy emira. Abd ar-Rahman kilkakrotnie wysyłał swoje wojska przeciwko siłom Jahji, armie te zagroziły nawet Bobastro, którego jednak nie zdobyły. Jahja poniósł jednak wiele klęsk i utracił poparcie znacznej części dawnych stronników ojca oraz swoich braci. Abd ar-Rahman i Sulajman, synowie Umara, uznali już władzę Kordoby i zaprzestali walki. Nieprzejednana postawa Yahiyi doprowadziła do jego zamordowania w 921 roku, a władzę nad Bobastro objął jego brat, Sulajman.
Rosnąca przewaga Kordoby i poparcie udzielone Hafsunidom przez chrześcijan, zaowocowały prześladowaniami tej społeczności. Większość pochwyconych, chrześcijańskich jeńców była natychmiast zabijana. Okrutniej obchodzono się z wprawnymi wojownikami, którzy w czasie swojej służby zabijali muzułmańskich żołnierzy emira. Zdaniem muzułmanów bycie chrześcijańskim wojownikiem było jawnym pogwałceniem prawa koranicznego, które przyznawało chrześcijanom możliwość życia i kultywowania swojej religii, ale zabraniało im noszenia broni i służby wojskowej. Zdaniem muzułmanów prawo chrześcijan do życia w muzułmańskim al-Andalus wynikało z warunków poddania się podbijanych Wizygotów, którzy w zamian za możliwość zachowania majątku i życia obiecywali nie szkodzić władzy i jej interesom. Chwycenie za broń przeciwko emirowi było więc podwójnym grzechem – łamało prawo boskie oraz ugodę zawartą między przodkami emira a przodkami chrześcijan. Kary dla chrześcijańskich rebeliantów były zatem bardzo surowe, o wiele gorsze niż dla ich muzułmańskich towarzyszy broni. Wielu z nich ukrzyżowano publicznie, jak na przykład słynnego wśród Hafsunidów łucznika o imieniu Ab Nasr. Często, poza skazaniem na hańbiącą śmierć mężczyzn, wolności pozbawiano wszystkie kobiety i dzieci z ich rodzin, sprzedając je później jako niewolników.
Sulajman, rządzący teraz Bobastro, ponownie wymówił posłuszeństwo Abd ar-Rahmanowi. Jego twierdza znajdowała się w stanie niemal permanentnego oblężenia, mimo to utrzymał się w niej aż do 926 roku, kiedy to zginął. Według Ibn Hajjana, w dniu swojej śmierci Sulajman udał się z niewielką obstawą do kościoła leżącego poza Bobastro. Zauważył to umajjadzki dowódca, który przebywał w pobliżu. Udało mu się zaskoczyć Sulajmana, który wraz z towarzyszami zginął w walce. Zwłoki zabitego Hafsunidy, zostały publicznie ukrzyżowane. Nie oznaczało to jednak końca buntu, gdyż w Bobastro pozostał ostatni z braci, Hafs ibn Umar, który był zdecydowany kontynuować walkę. Wobec niemożliwości zdobycia twierdzy w regularnym oblężeniu i szkodliwości rebeliantów, którzy nieustannie dokonywali wypadów, Umajjadzi zdecydowali się na zbudowanie fortyfikacji które miały zupełnie odciąć Bobastro. Wobec beznadziejnej sytuacji Hafs ibn Umar skapitulował. Wraz z całą rodziną stawił się przed obliczem Abd ar-Rahamna III, który ułaskawił go i nadał mu stałą pensję. W Bobastro odkryto zwłoki Umara ibn Hafsuna, które zdaniem ludzi emira były pogrzebane na chrześcijańską modłę. Apostazja w islamie była jednym z najcięższych grzechów, toteż zdecydowano się na pośmiertne pohańbienie Umara i jego zwłoki ukrzyżowano publicznie w Kordobie.

### Pacyfikacja

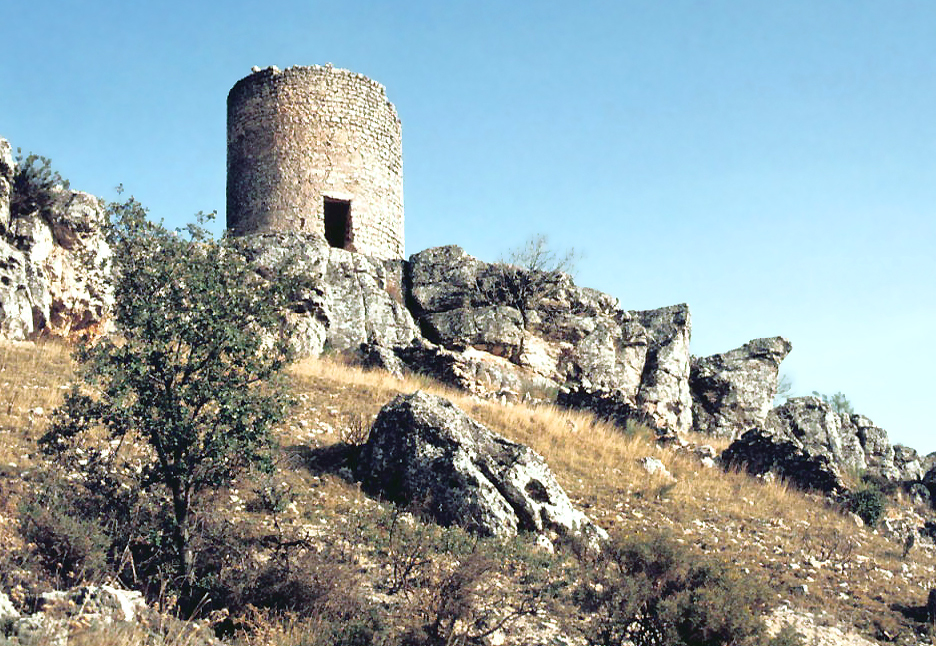
Wieża strażnicza El Vellon w rejonie Madrytu. IX-X w.

Wydaje się jednak mało prawdopodobne, żeby Umar ibn Hafsun rzeczywiście przeszedł na chrześcijaństwo. Niewątpliwie miał wielu chrześcijańskich sojuszników i odnosił się do nich z sympatią, ale informacje o konwersji są raczej efektem propagandy dworu w Kordobie, który chciał go przedstawić jako podwójnego apostatę – odstępcę od prawowitej dynastii i odstępcę od prawdziwej wiary. Miało to skompromitować Hafsunidów w oczach muzułmanów i zapobiec kontaktom przyszłych buntowników z chrześcijanami. Upadek powstania Umara ibn Hafsuna i rosnąca presja spowodowały zwiększenie rozmiaru ich migracji z Al-Andalus. Mozarabowie migrowali nie tylko na północ Półwyspu Iberyjskiego, do Asturii, Leonu czy Katalonii, ale także do Galii. Ze źródeł wiemy, że grupy chrześcijańskich migrantów przekraczały Pireneje i osiedlały się także w Galii. Pewna grupa mnichów zbiegła z Hiszpanii i dołączyła do klasztoru w Cluny, gdzie jej członkowie próbowali zachować swoje zwyczaje liturgiczne. Z innych źródeł wiadomo o zmniejszającej się populacji andaluzyjskich chrześcijan, czego przyczyną, obok migracji, były konwersje na islam. Zjawisko to nasiliło się w połowie X wieku, według niektórych badań na islam przeszło wówczas 70% z ogólnej liczby konwertytów. Jeśli badania te podają prawdziwe informacje, to nie oznacza to jednak tego, że 70% członków społeczności nie muzułmańskich przyjęło islam, jak czasem wyniki te są interpretowane. Wynika z nich to, że 70% spośród tych, którzy w ogóle odeszli od swojej pierwotnej religii, uczyniło to właśnie w X wieku.
Abd ar-Rahman III w czasie tłumienia rebelii Hafsunidów, wypracował nowe metody postępowania z buntownikami. Zamiast masakr i brania zakładników, co od dłuższego czasu przynosiło skutki odwrotne od zamierzonych, zdecydował się na przesiedlanie zbuntowanych elit do Kordoby. Ludzie ci nie byli pozbawiani majątków, często nawet przyznawano im dodatkowe pensje. Za te bogactwa mieli wieść wygodne i dostatnie życie w stolicy. Odbywało się to jednak kosztem odcięcia przedstawicieli elit od ich lokalnego zaplecza i uzależnienia ich powodzenia od stosunków z emirem. Był to dalekosiężny plan władzy centralnej. Przykład Hafsa ibn Umara nie jest odosobniony. Tak samo postąpiono z wieloma innymi rebeliantami, na przykład z Habilem ibn Hurajzem ibn Habilem z Elviry. Napływ elit lokalnych do Kordoby skutkował oczywiście rozwojem miasta. Stało się ono jeszcze bogatsze i ludniejsze niż przedtem, kwitło budownictwo pałaców i świątyń oraz życie umysłowe. Kordoba nie ustępowała pod względem rozwoju tak znaczącym ośrodkom miejskim świata muzułmańskiego jak Kair. Wzrost poziomu życia dotyczył nie tylko elit i kręgów rządzących, ale także wielu zwykłych mieszkańców miasta, co widać po posiadanych przez nich przedmiotach. Rozwój, dzięki mecenasom i nowym inwestycjom przeżyła również sztuka. Przykład dawał sam emir, który rozpoczął budowę nowego kompleksu pałacowego, zwanego Madinat az-Zahra.

## Abd ar-Rahman III i kalifat
Rządy Abd ar-Rahmana uważane są za punkt zwrotny w dziejach hiszpańskich Umajjadów. Emirat, który coraz bardziej pogrążał się w kryzysie, utrzymał się dzięki nowemu, zdolnemu władcy. Najbardziej palącym problemem Abd ar-Rahmana w momencie, gdy obejmował tron, byli lokalni liderzy, którzy starali się zrzucić podległość Kordobie. Emir ogłosił amnestię dla wszystkich buntowników, którzy dobrowolnie się poddadzą. Zaraz potem rozpoczął energiczne działania przeciwko tym, którzy nie zamierzali kapitulować. Walki prowadzone przez Abd ar-Rahmana kończyły się zazwyczaj nie tylko zwycięstwami w polu, jak w przypadku jego poprzedników, ale także zdobywaniem twierdz przeciwników. W 912 roku udało się pokonać Al-Fatha ibn Musę, który próbował zawładnąć Calatravą w środkowym sugur. Został zabity, a jego głowę nabito na włócznię, wystawioną na bramach znajdujących się przy wejściu do miasta. Był to początek całej serii zwycięskich kampanii, w wyniku których restaurowano władzę Umajjadów nad Al-Andalus. Oponenci często kończyli tak jak Al-Fath ibn Musa, bowiem, jak podaje ar-Razi, „ich głowy na włóczniach wyglądały, jak perły, które zerwały się z naszyjnika”. W styczniu 913 roku Abd ar-Rahman podporządkował sobie Eciję, co otwierało mu dostęp do doliny Gwadalkiwiru, Sewilli i Carmony, rządzonych od pewnego czasu przez lokalnych możnych.
Jedna z przyczyn tak dużej skuteczności kampanii Abd ar-Rahmana przeciwko buntownikom wynikała z faktu, iż często osobiście stawał na czele wojsk. Jego poprzednik, Abd Allah, czynił to bardzo niechętnie i rzadko, prawdopodobnie obawiając się o własne bezpieczeństwo. Nie ufał też zbytnio swoim dowódcom i nie oddawał pod ich rozkazy dużych sił. Z jednej strony postępowanie to chroniło przed buntem, gdyby któryś z nich okazał się nielojalny, ale z drugiej strony sprawiało, że wodzowie ci zazwyczaj nie byli w stanie skutecznie wykonać powierzonych im zadań. W miarę jak Umajjadowie tracili kontrolę nad kolejnymi ziemiami, malała również liczba żołnierzy, których można było powołać pod broń i oddziały dowódców wiernych Kordobie były jeszcze mniejsze. Prowadziło to do pogłębienia się kryzysu, którego świadectwem był na przykład zanik srebrnych monet w obrocie. Nowy emir nie musiał się obawiać swoich wodzów, bo sam dowodził armią, dlatego też mógł bez obaw angażować większe siły. Z problemem niewielkich zasobów ludzkich Abd ar-Rahman poradził sobie werbując Berberów i tureckich najemników z Północnej Afryki. Berberowie w pierwszej połowie X wieku zaczęli ponownie osiedlać się w Al-Andalus. Regularny dopływ rekruta sprawił, że wojsko emira znów dysponowało odpowiednią liczbą żołnierzy, co przekładało się na zakończone sukcesami kampanie. Zbuntowane regiony Al-Andalus kolejno były ponownie podporządkowywane władzy Kordoby.
Za rządów Abd ar-Rahmana III w Afryce doszło do poważnych zawirowań politycznych, w wyniku których szyiccy Fatymidzi zdobyli władzę w Tunezji, obalając rządzących tam dotychczas Aghlabidów. Ich lider, Ubajd Allah al-Mahdi, uważał się za potomka Mahometa i kalifa. W 921 roku Fatymidzi podbili także część terenów współczesnego Maroka, w wyniku czego stali się bezpośrednim zagrożeniem dla hiszpańskich Umajjadów. Rywalizacja obydwu rodów przejawiała się głównie w popieraniu wewnętrznej opozycji i walce o wpływy wśród Berberów. Fatymidzi próbowali związać ich ze sobą, nawracając ich na szyicką wersję islamu, zaś Umajjadzi promowali sunnizm. Ubocznym skutkiem poruszenia religijnego, powstałego w wyniku walki o wpływy, były późniejsze ruchy Almorawidów i Almohadów. Rywalizacja między Umajjadami i Fatymidami przygasła, gdy ci drudzy podbili Egipt i uczynili go centrum swojej władzy. Zachodnią część swoich ziem oddali wówczas swoim berberskim lennikom z dynastii Zirydów. Konflikt z Fatymidami mógł mieć wpływ na decyzję Abd ar-Rahmana III, aby ogłosić się kalifem. Ostatecznie uczynił to w 929 roku.